# 瑞穂区
瑞穂区（みずほく）は、名古屋市を構成する16区のうちのひとつである。名古屋市の中東部に位置する。

## 概要

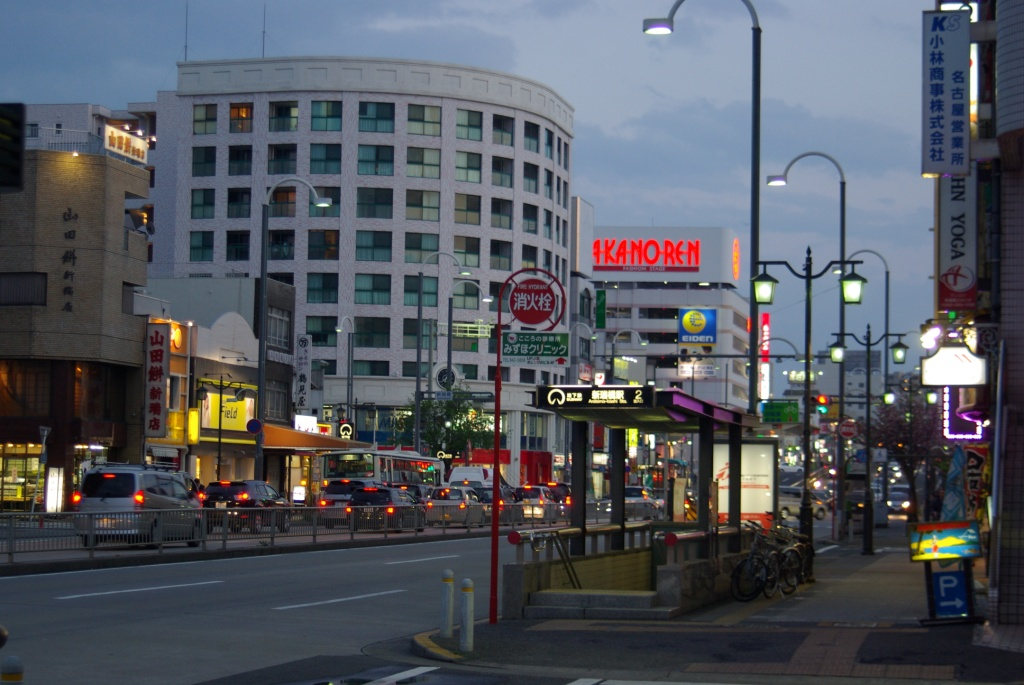
新瑞橋

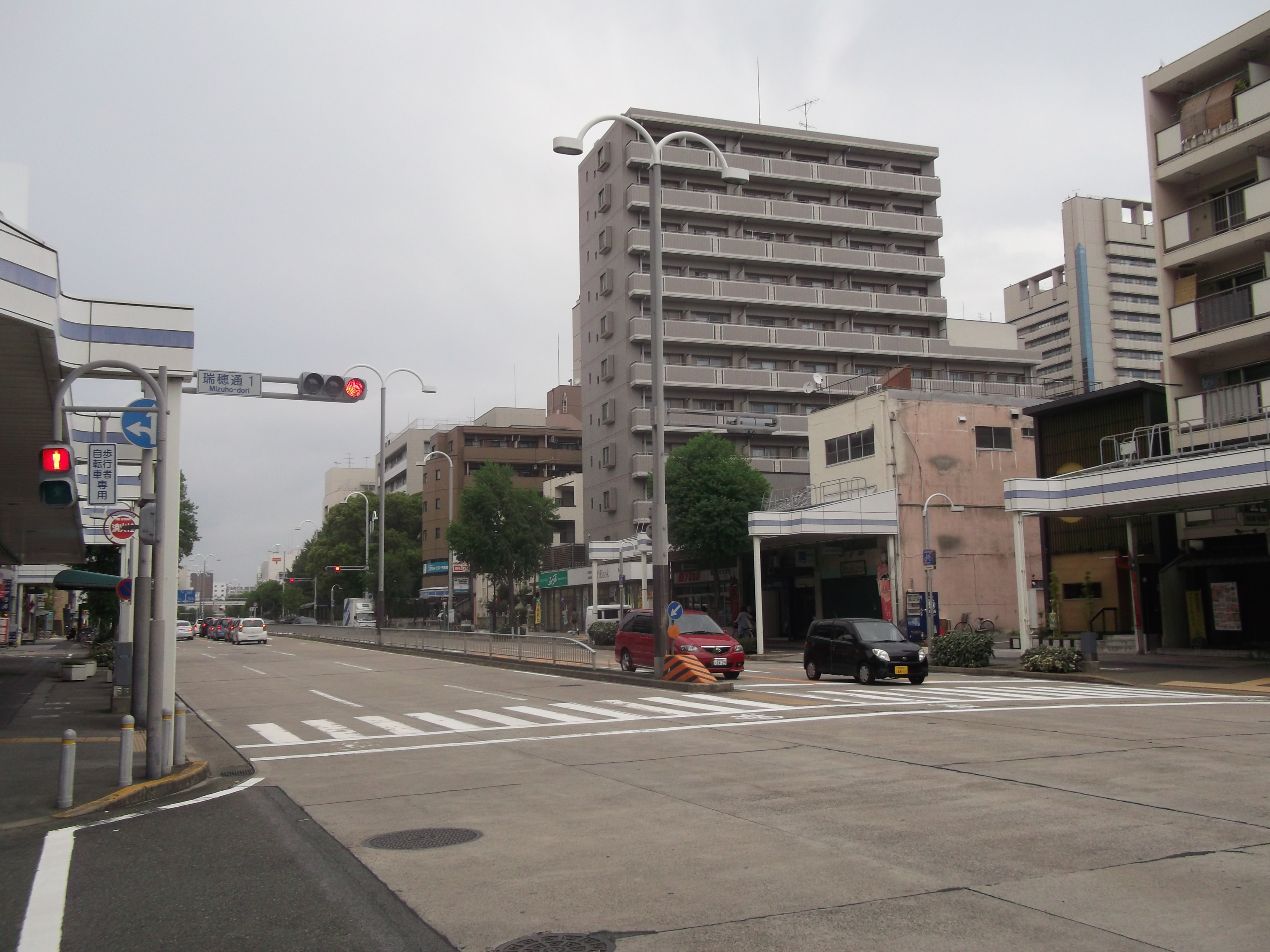
瑞穂通

古くは旧制第八高等学校（名古屋大学の前身校の一つ）、現在では名古屋市立大学をはじめとする高等教育施設を有する文教地区としての顔を持つ。公園の数より学校の数の方が多いと喩えられる位である。
同区の教育機関としては愛知県立第五中学校（現愛知県立瑞陵高等学校）の創立（1907（明治40）年）が最古である。旧制八高（創立1908（明治41）年）の校地は、元は五中の校地であった。

### 地名の由来
「瑞穂」は「みずみずしい稲穂」を表す言葉で、区成立時に日本の美称である「豊葦原千五百秋瑞穂国」から採ったとされているが、元々は区の中心部にあった村の名称である。なお「瑞穂村」の名前は、1868年（明治元年）に明治天皇が東京奠都のために移動していた際、同地で収穫に励む農民を視察した随行の岩倉具視が、稲穂を献上したという話から来たとも伝えられている。1944年（昭和19年）に昭和区・熱田区の一部より現在の区域が成立した。

## 地理
概ね山崎川より東は丘陵地（八事丘陵）となっているが、全体的には比較的平坦な土地である。区を南北に流れる山崎川は桜の名所として名高く、日本さくら名所100選にも選ばれている。

### 地形

#### 河川
主な川
- 山崎川
- 新堀川

### 人口
| 瑞穂区の人口の推移 \| 2000年（平成12年） \| 104,418人 \| \| \| 2005年（平成17年） \| 105,448人 \| \| \| 2010年（平成22年） \| 105,085人 \| \| \| 2015年（平成27年） \| 105,415人 \| \| \| 2020年（令和2年） \| 108,151人 \| \| |           |  |
| 総務省統計局 国勢調査より |           |  |
| 2000年（平成12年） | 104,418人 |  |
| 2005年（平成17年） | 105,448人 |  |
| 2010年（平成22年） | 105,085人 |  |
| 2015年（平成27年） | 105,415人 |  |
| 2020年（令和2年） | 108,151人 |  |

### 隣接行政区
名古屋市内
- 昭和区
- 熱田区
- 天白区
- 南区

## 歴史

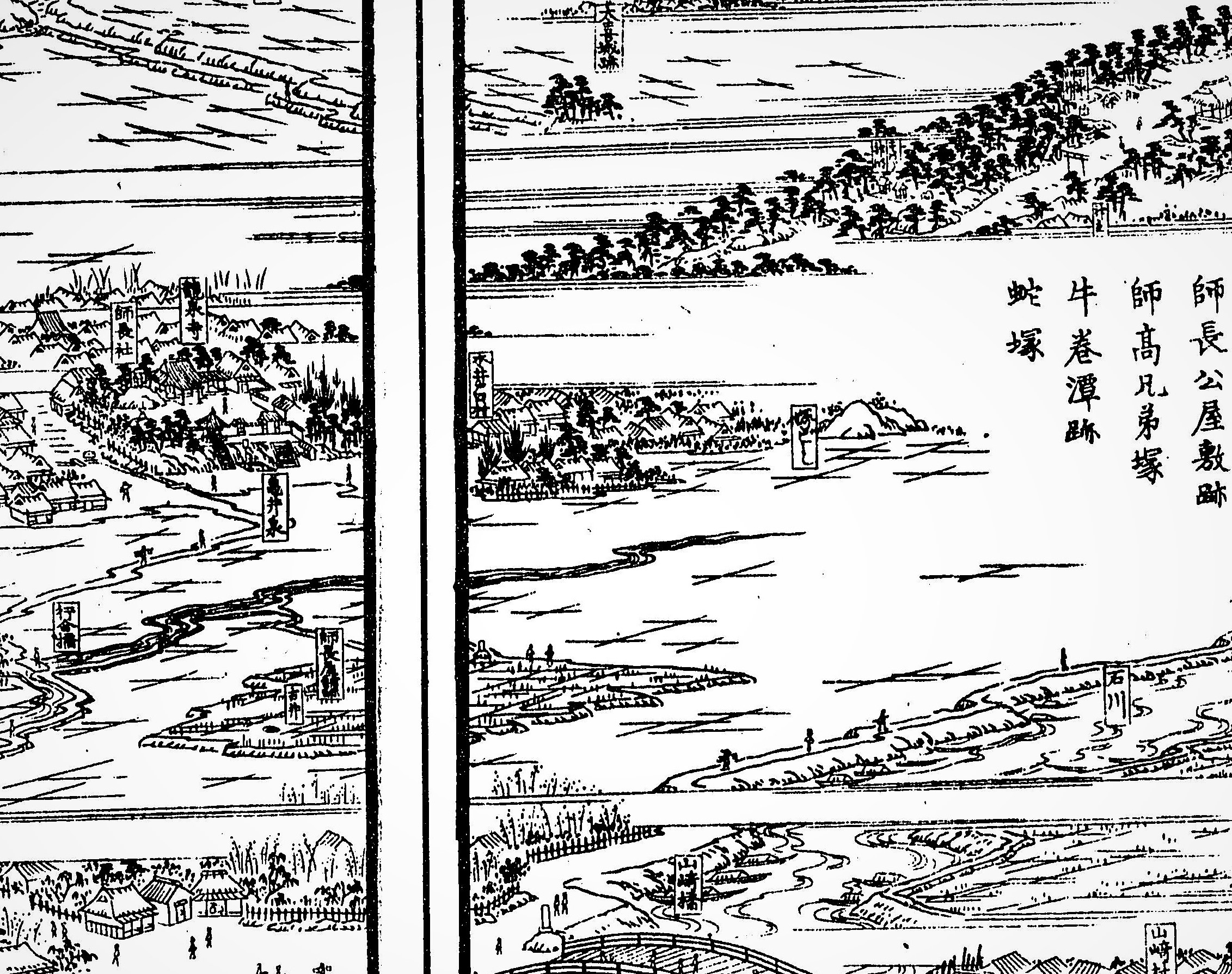
井戸田荘「尾張名所図会」

### 古代
縄文時代
- 縄文時代前期頃からの大曲輪貝塚、下内田貝塚などが築造される。

古墳時代
- 古墳時代後期の6世紀～7世紀にかけて瑞穂古墳群が築造される。

奈良時代
- 782年（延暦元年） - 熱田神宮の神官である守部公彦正が田光神社創建。

平安時代
- 1179年（治承3年）11月 - 太政大臣だった藤原師長が平清盛によって尾張国井戸田荘（現在の名古屋市瑞穂区）に流された際、居住した[2][3]。

### 中世
鎌倉時代
- 鎌倉時代になると上野街道が整備される。

### 近代
明治時代
- 1907年（明治40年）- 同区内最古である愛知県立第五中学校（現愛知県立瑞陵高等学校）の創立。

### 近現代
昭和時代（戦前）
- 1944年（昭和19年）- 昭和区・熱田区の一部より現在の区域が成立した。

### 現代
平成時代
- 1993年（平成5年）
  - 3月10日 - キリンカップサッカー1993のハンガリー対アメリカ戦が名古屋市瑞穂公園陸上競技場で開催される。
  - 8月21日～9月4日 - 1993 FIFA U-17世界選手権が名古屋市瑞穂公園ラグビー場で開催される。
- 2013年（平成25年）8月20日～8月22日 - 第40回全日本中学校陸上競技選手権大会が名古屋市瑞穂公園陸上競技場で開催。
- 2016年（平成28年）6月24日～6月26日 - 第100回日本陸上競技選手権大会が名古屋市瑞穂公園陸上競技場で開催。3日間で61,800人の観客数を記録した。女子200mの福島千里が日本新記録を樹立した。

## 出先機関・施設

### 国家機関

#### 国土交通省
- 中部地方整備局
  - 名古屋国道事務所
  - 名四国道事務所

#### 財務省
国税庁
- 名古屋国税局昭和税務署

### 施設

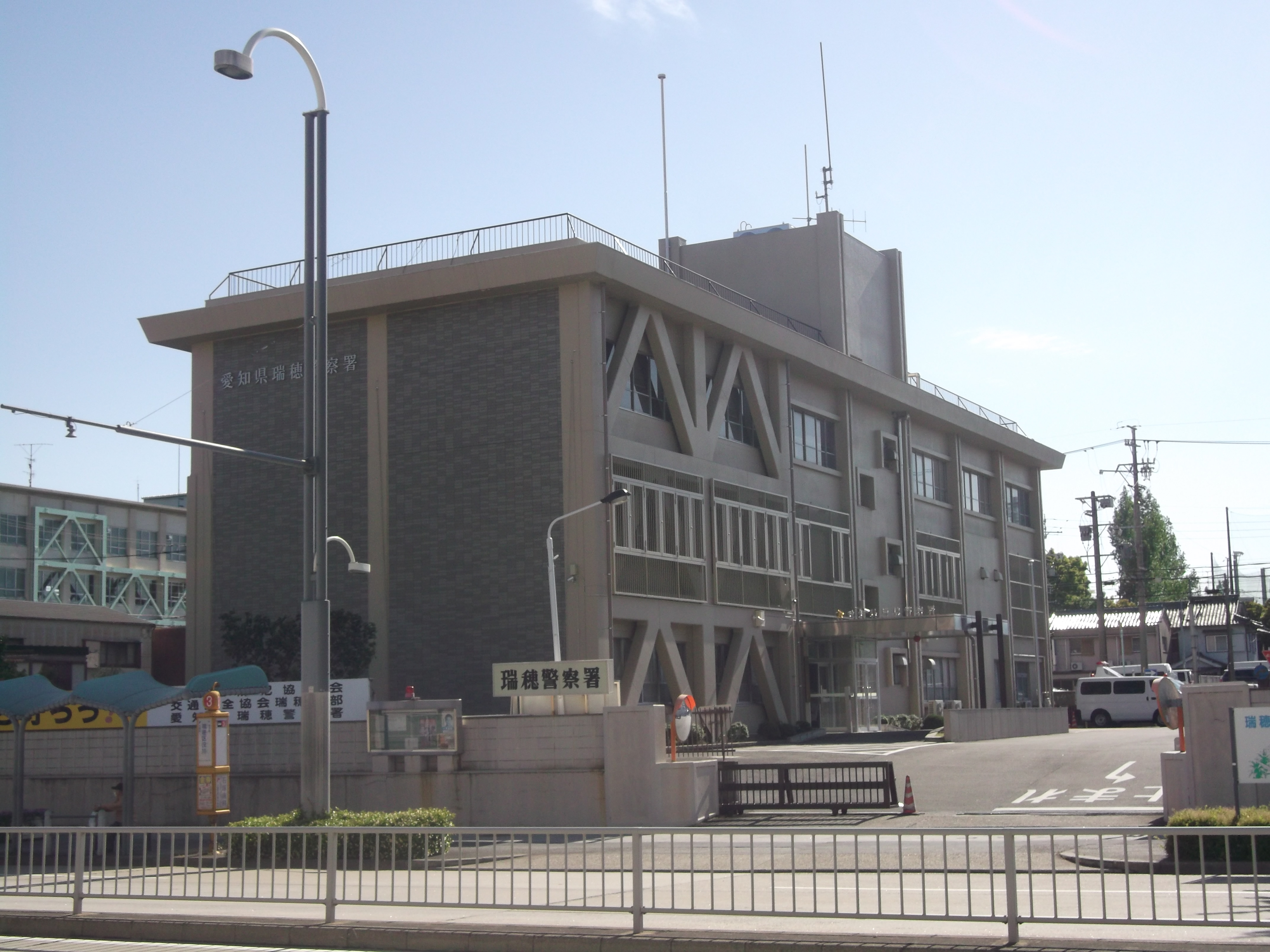
愛知県瑞穂警察署

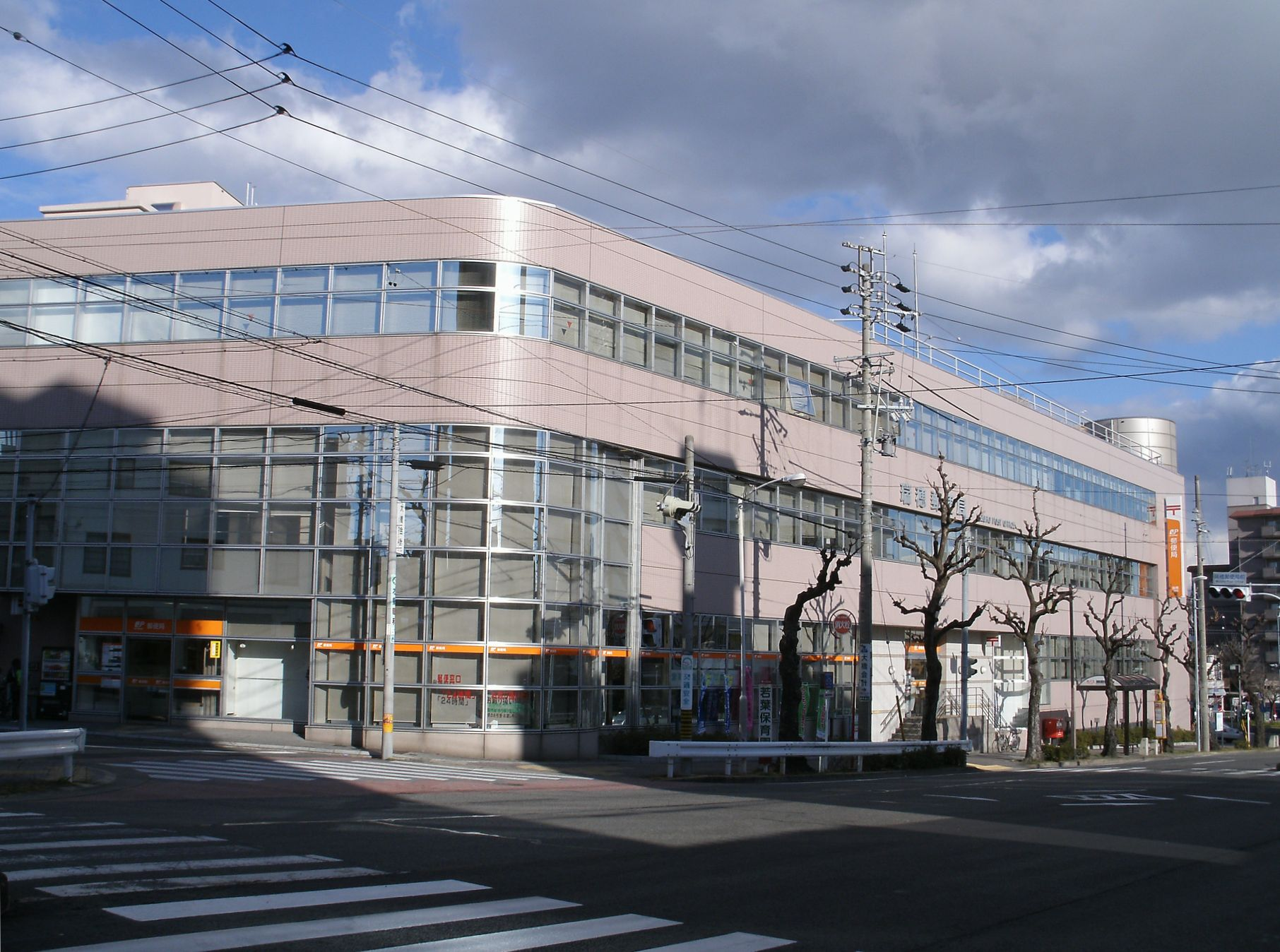
瑞穂郵便局

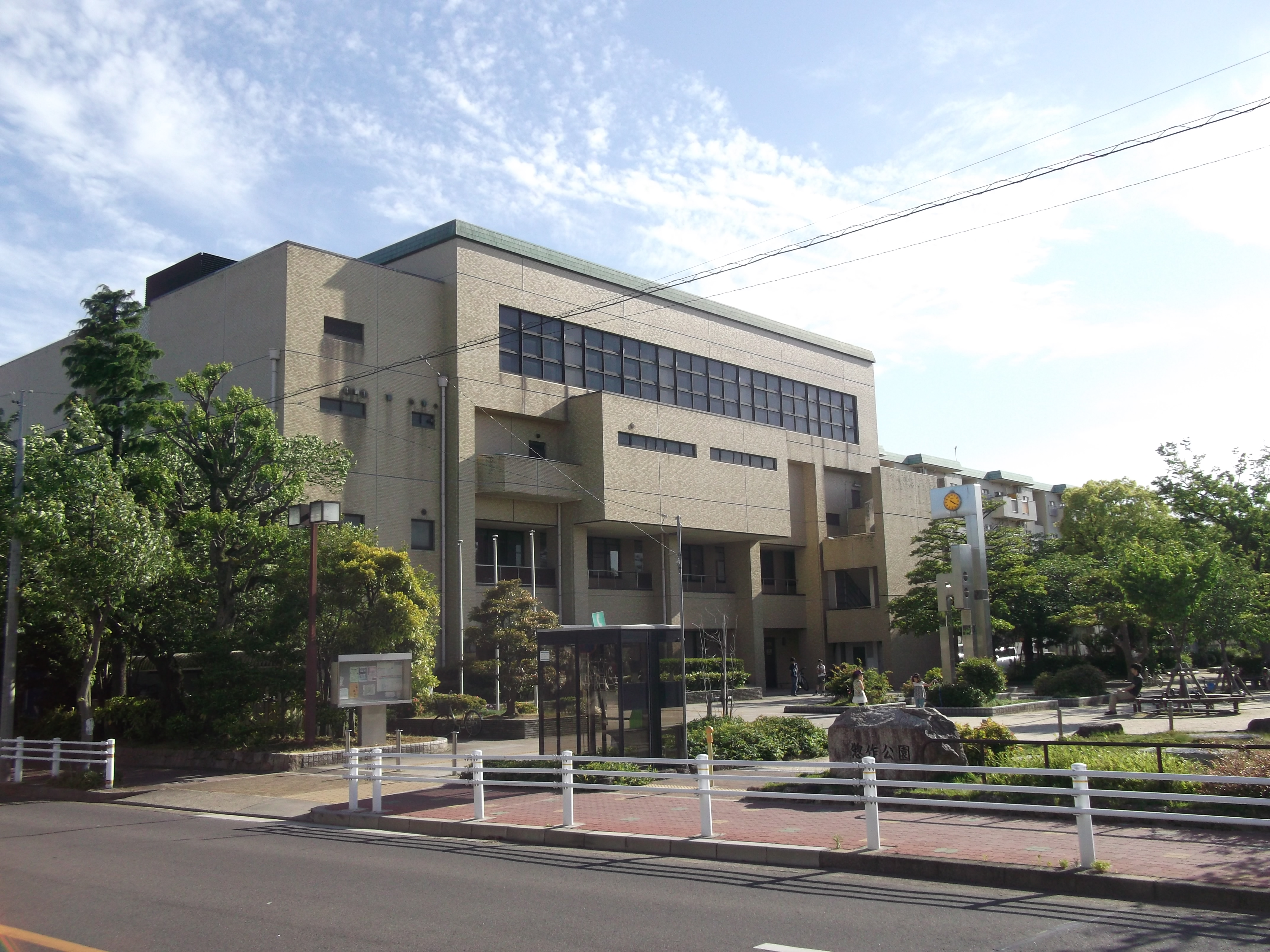
名古屋市瑞穂生涯学習センター

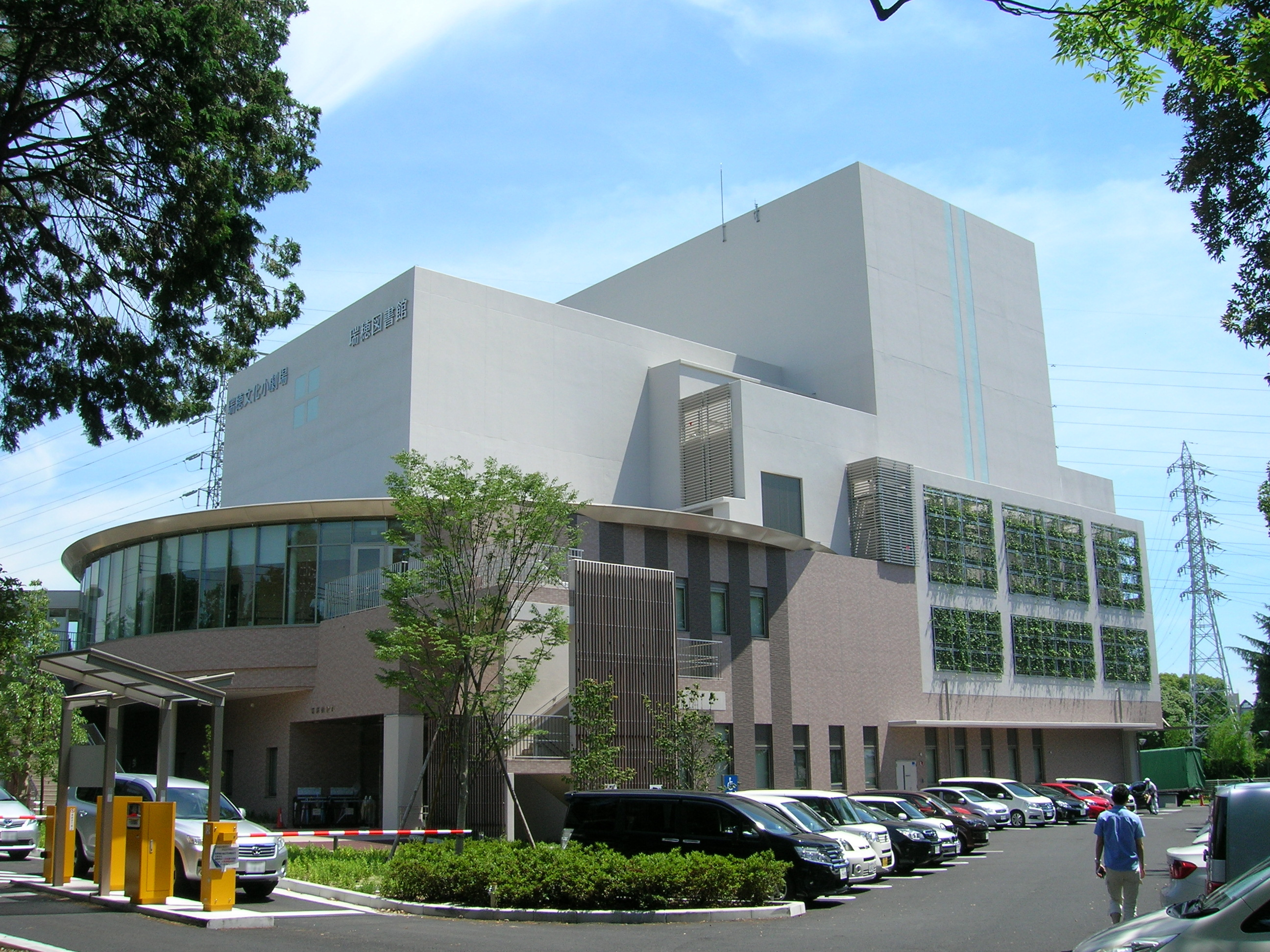
名古屋市瑞穂図書館（1階）
名古屋市瑞穂文化小劇場（2～3階）

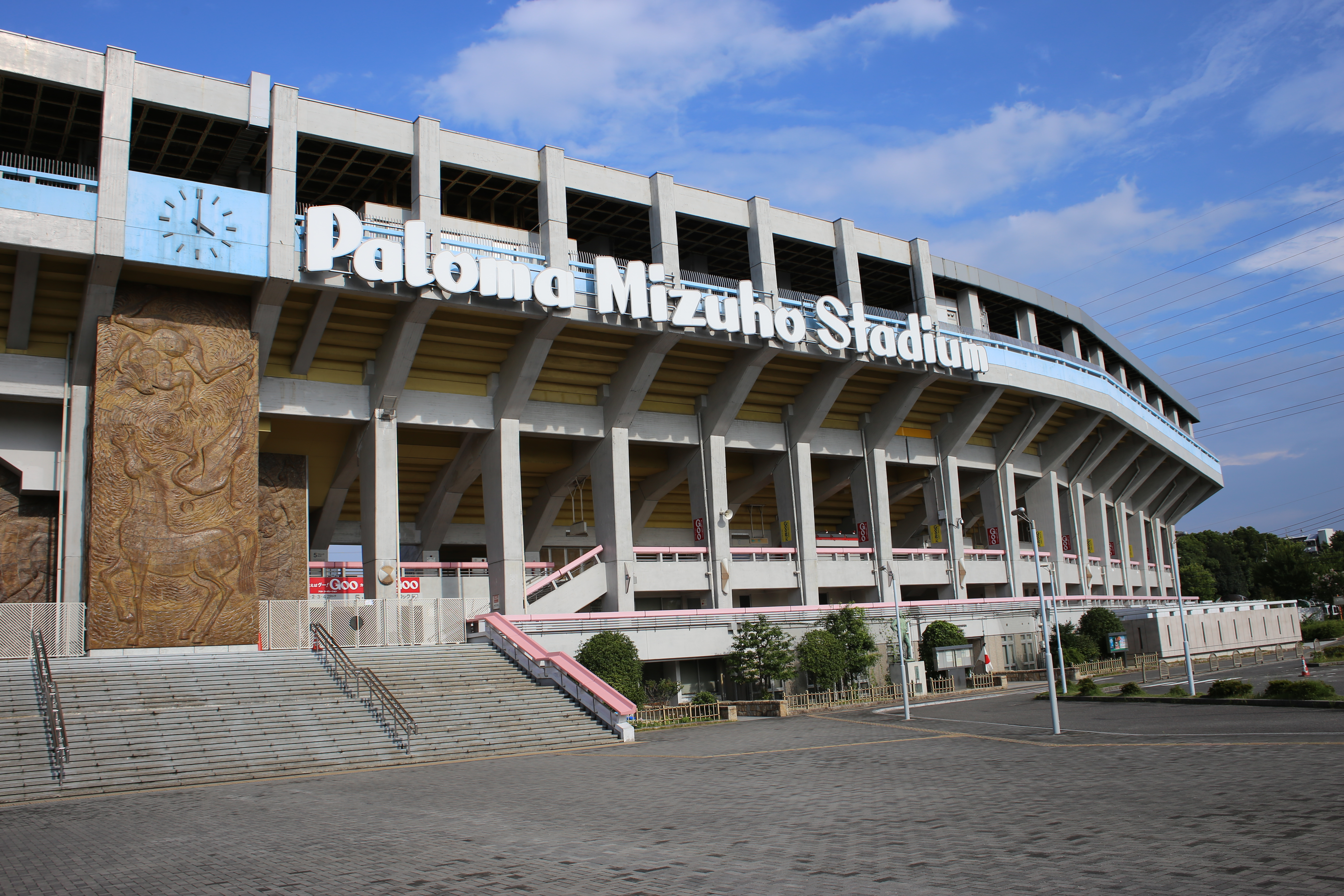
パロマ瑞穂スタジアム

#### 警察
警察署
- 愛知県瑞穂警察署

交番
- 汐路交番（瑞穂通1丁目）
- 陽明交番（弥富町）
- 弥富交番（弥富通3丁目）
- 豊岡交番（瑞穂通5丁目）
- 井戸田交番（妙音通2丁目）
- 堀田穂波交番（塩入町）
- 御剱高田交番（須田町）
- 瑞穂交番（豊岡通1丁目）

#### 消防
消防署
- 名古屋市瑞穂消防署

出張所
- 堀田出張所（瑞穂区塩入町13-11）

特殊消防隊
- 名古屋市消防局特別消防隊 第四方面隊（田辺通）

#### 医療
主な病院
- 名古屋市総合リハビリテーションセンター
- 名古屋市立大学病院（市大病院）
- ブラザー記念病院

#### 郵便局
集配郵便局
- 瑞穂郵便局

#### 文化施設
図書館
- 名古屋市瑞穂図書館
- 愛知みずほ大学附属図書館
- 名古屋市立大学附属図書館

生涯学習施設
- 名古屋市瑞穂生涯学習センター

博物館
- 名古屋市博物館
- ブラザーミュージアム

劇場
- 名古屋市瑞穂文化小劇場

#### 運動施設
- 名古屋市瑞穂公園
  - 陸上競技場（パロマ瑞穂スタジアム） - 名古屋グランパスエイトのホームグラウンド。

## 経済

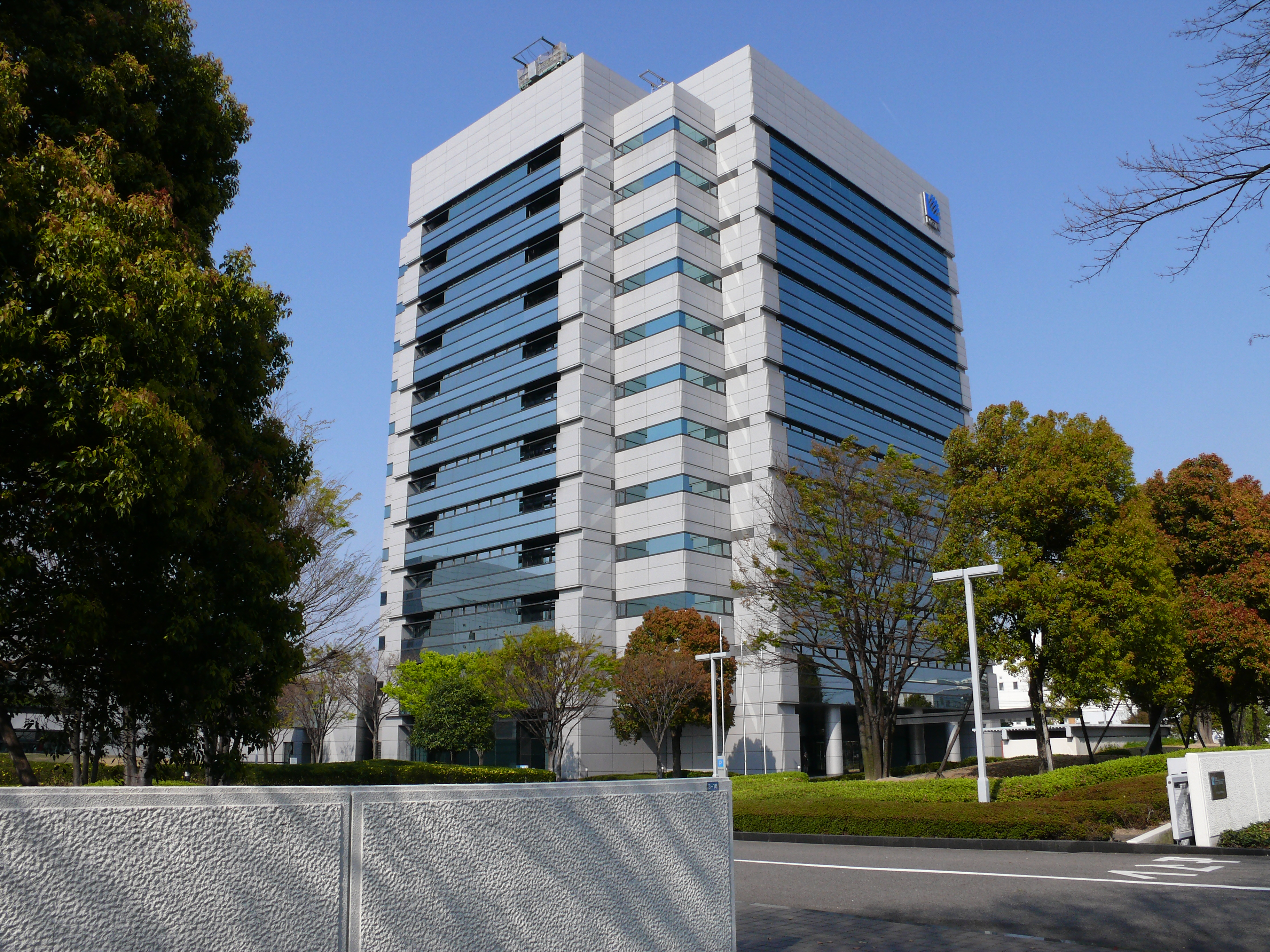
日本ガイシ

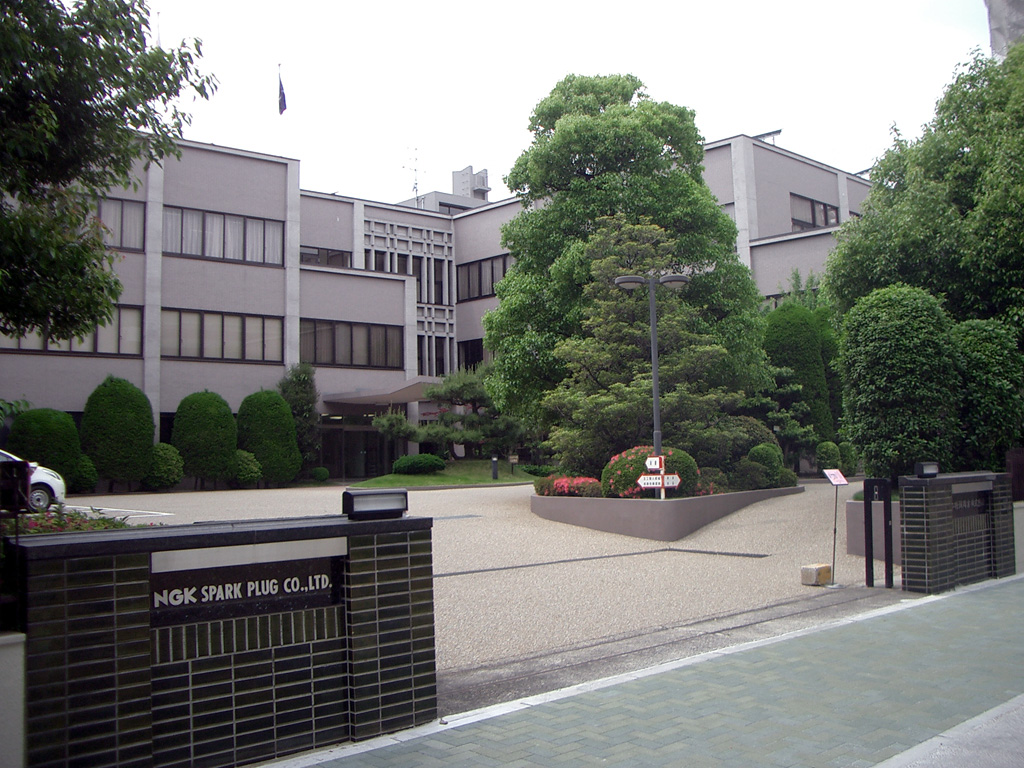
日本特殊陶業

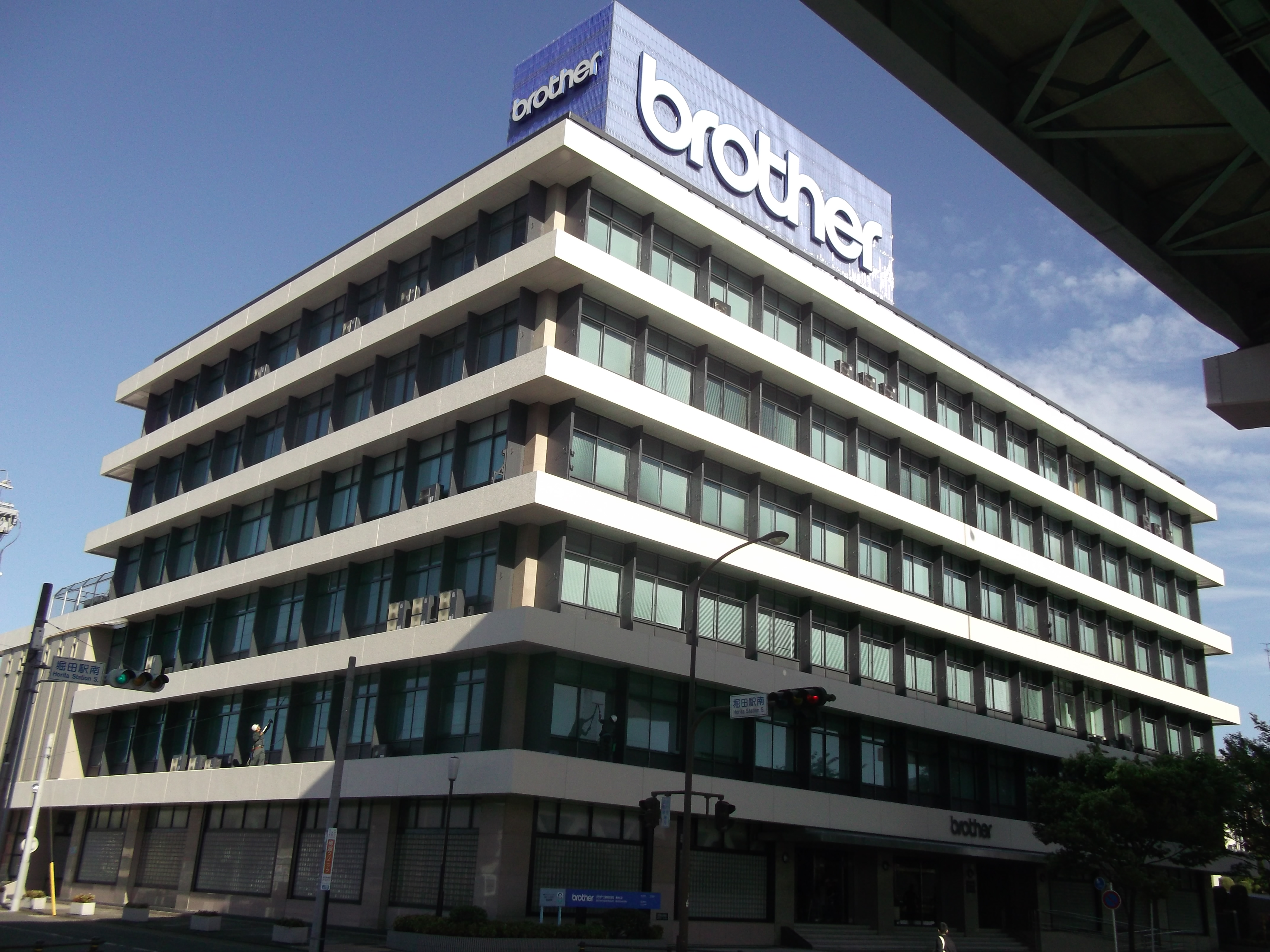
ブラザー工業

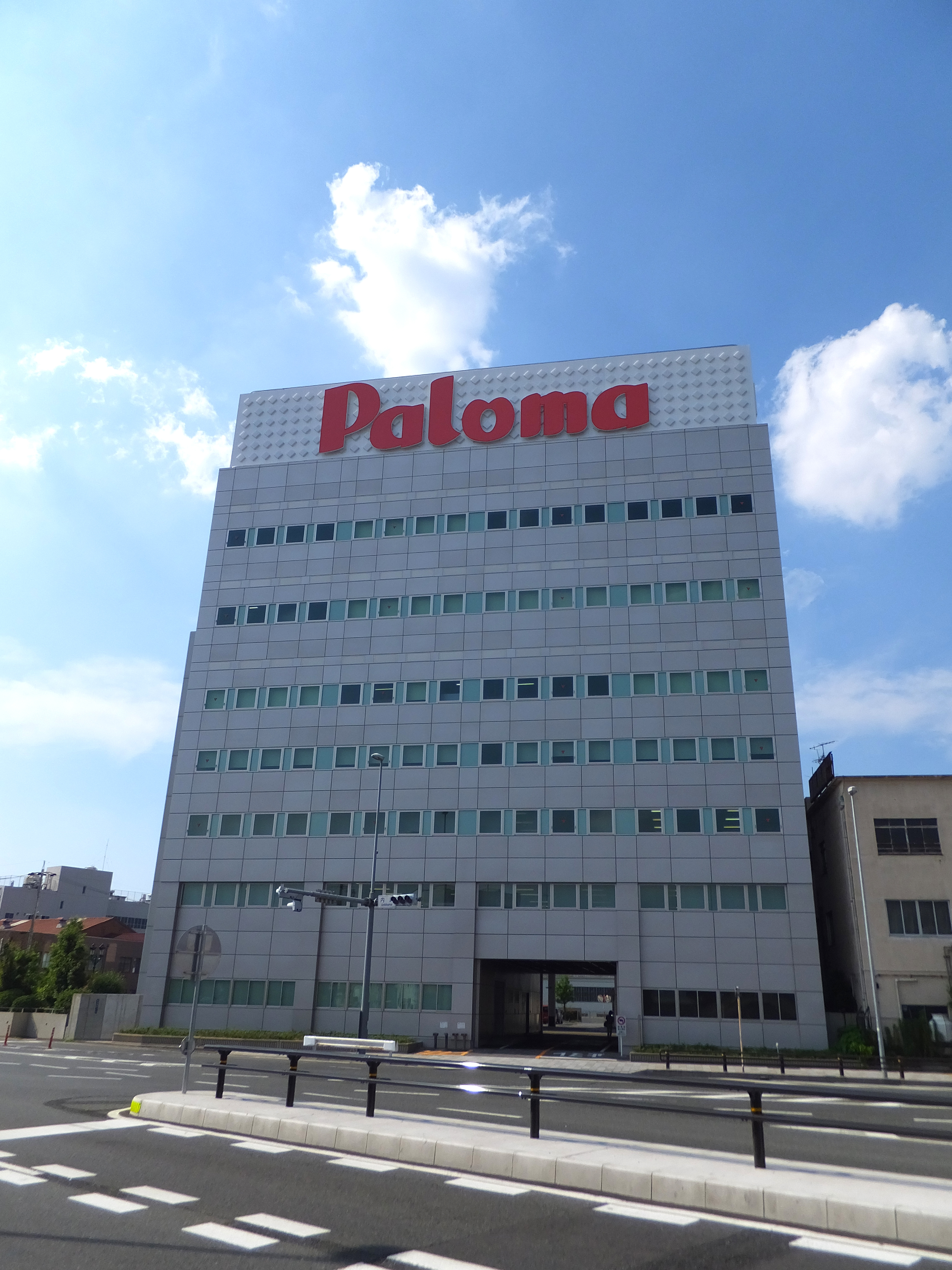
パロマ

### 第三次産業

#### 商業
主な繁華街
- 新瑞
- 堀田
- 桜山

主な商店街
- 雁道通商店街
- 堀田本町商店街

- 雁道通商店街
- 牛巻商店街
- 賑町商店街

主な商業施設
- パレマルシェ堀田（新開町）[4]
- ヤマナカ瑞穂店（十六町）[5]
- フィール堀田店（惣作町）[6]
- フィールみかん山店（密柑山町）[7]
- コメダ珈琲店本店（上山町）[8]
- ウオダイ瑞穂店（田光町）[9]

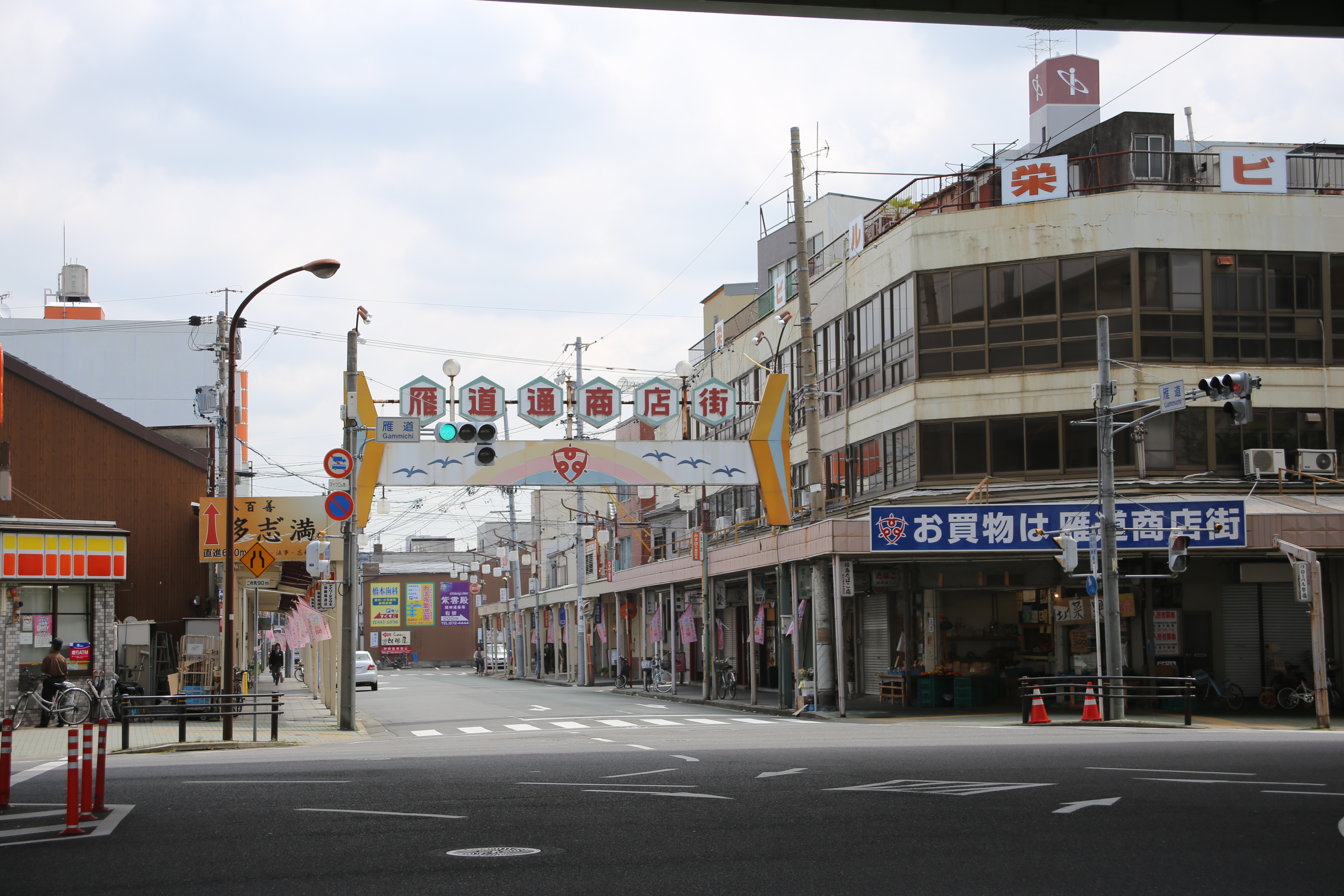
雁道通商店街
牛巻商店街
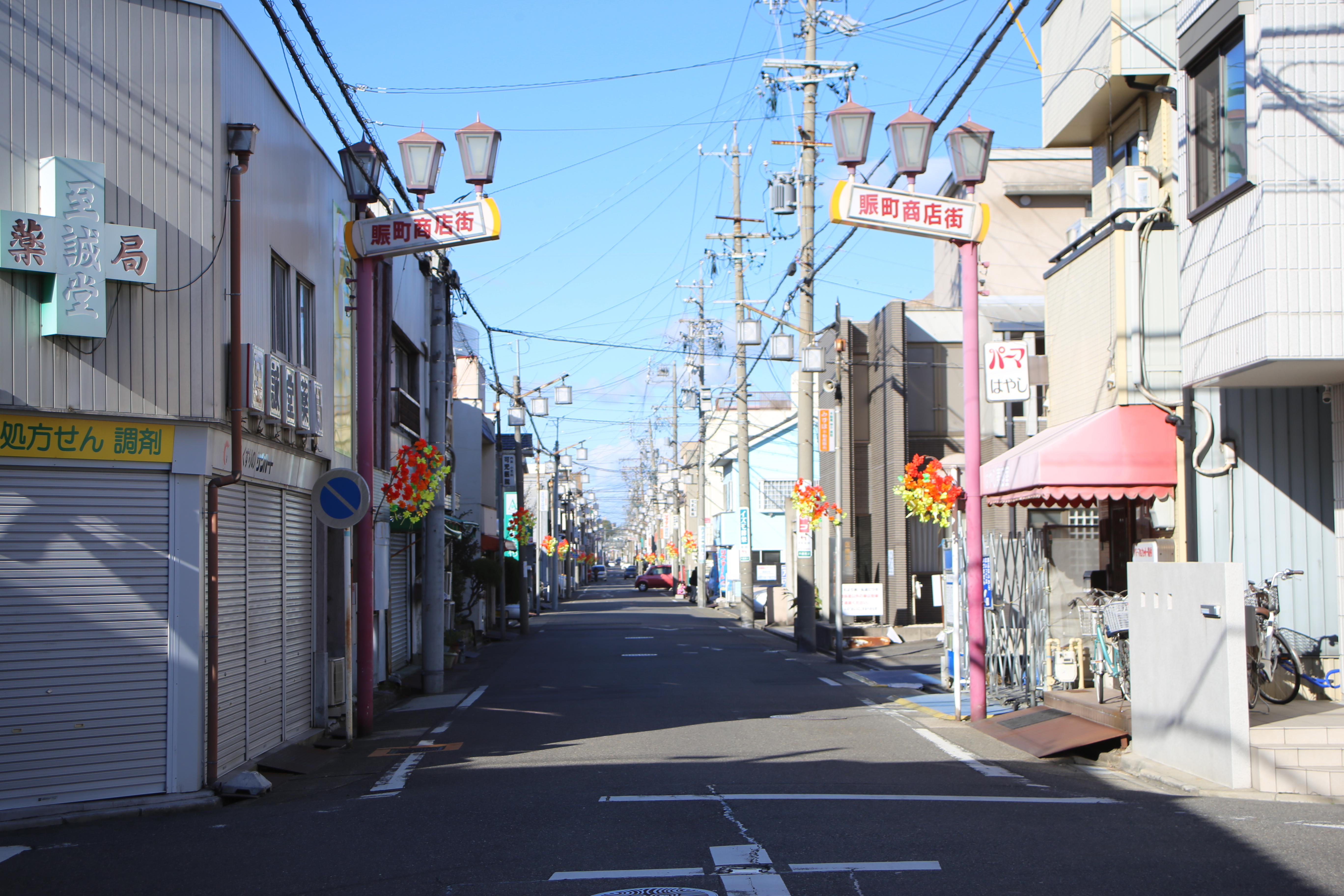
賑町商店街

  - 2017年に緑区鹿山に移転しウオダイプラスとして営業。
- ヤマダイ瑞穂店（大喜町）[10]
- 三洋堂書店新開橋店（新開町）[11] - 三洋堂書店の本社が置かれている。
- カインズホーム堀田店（新開町）[12]
- 成城石井石川橋店（上山町）[13]
- iiNEマルシェ（iiNEタウン瑞穂内、大喜新町）

### 本社を置く企業
上場企業
- AVANTIA
- 三洋堂書店（新開町）[14]
- ダイセキ環境ソリューション（明前町）[15]
- 中央製作所（内浜町）[16]
- 日本碍子（須田町）[17]
- 日本特殊陶業（高辻町）[18]
- ブラザー工業（苗代町）[19]

その他の主な企業
- エクシング（桃園町）[20]
- シーテック（洲雲町）[21]
- トヨトミ（桃園町）[22]
- パロマ（桃園町）[23]
- 愛知日野自動車（神穂町）[24]
- 東海マツダ販売（二野町）[25]
- フジパングループ本社（松園町）[26]
- フルタ電機（堀田通）[27]

### 労働組合
- セラミックス産業労働組合連合会

## 情報・生活

### マスメディア

#### 放送局
ラジオ
- Radio NEO(2020年6月30日に閉局)

### ライフライン

#### 電力
- 中部電力

#### ガス
- 東邦ガス

#### 上下水道
- 名古屋市上下水道局

#### 電信
- NTT西日本

## 交通

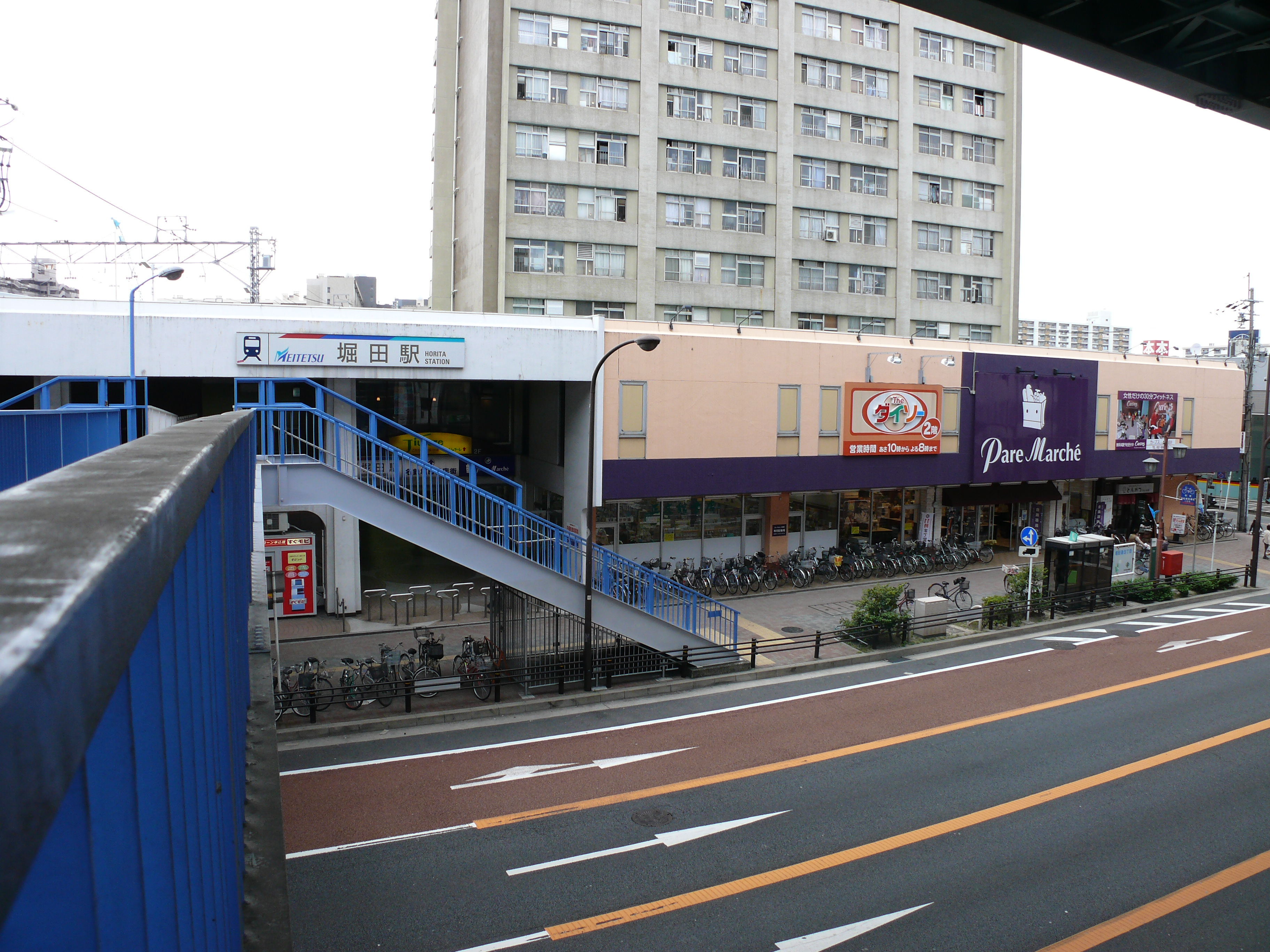
名鉄堀田駅

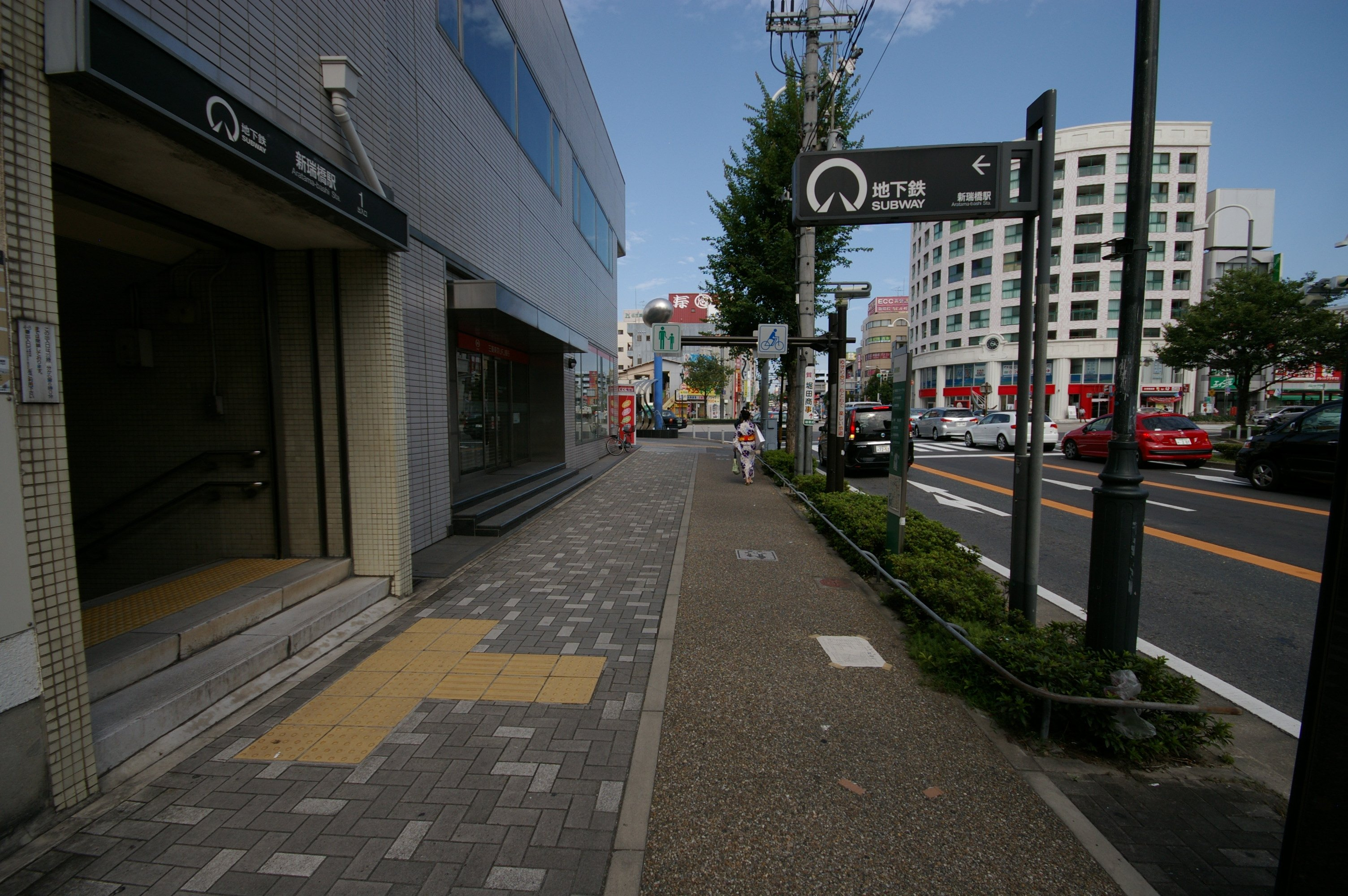
新瑞橋駅

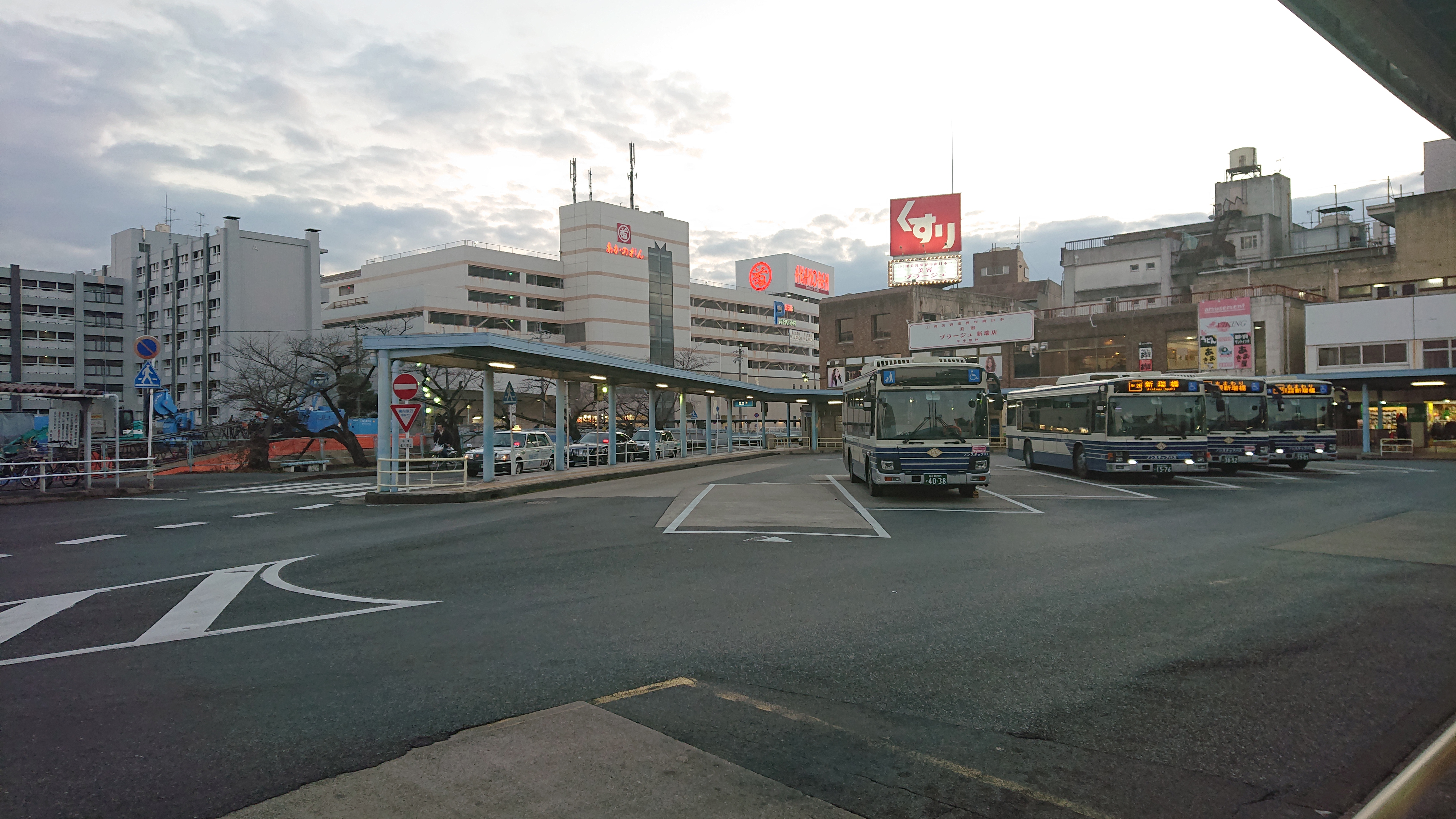
新瑞橋バスターミナル

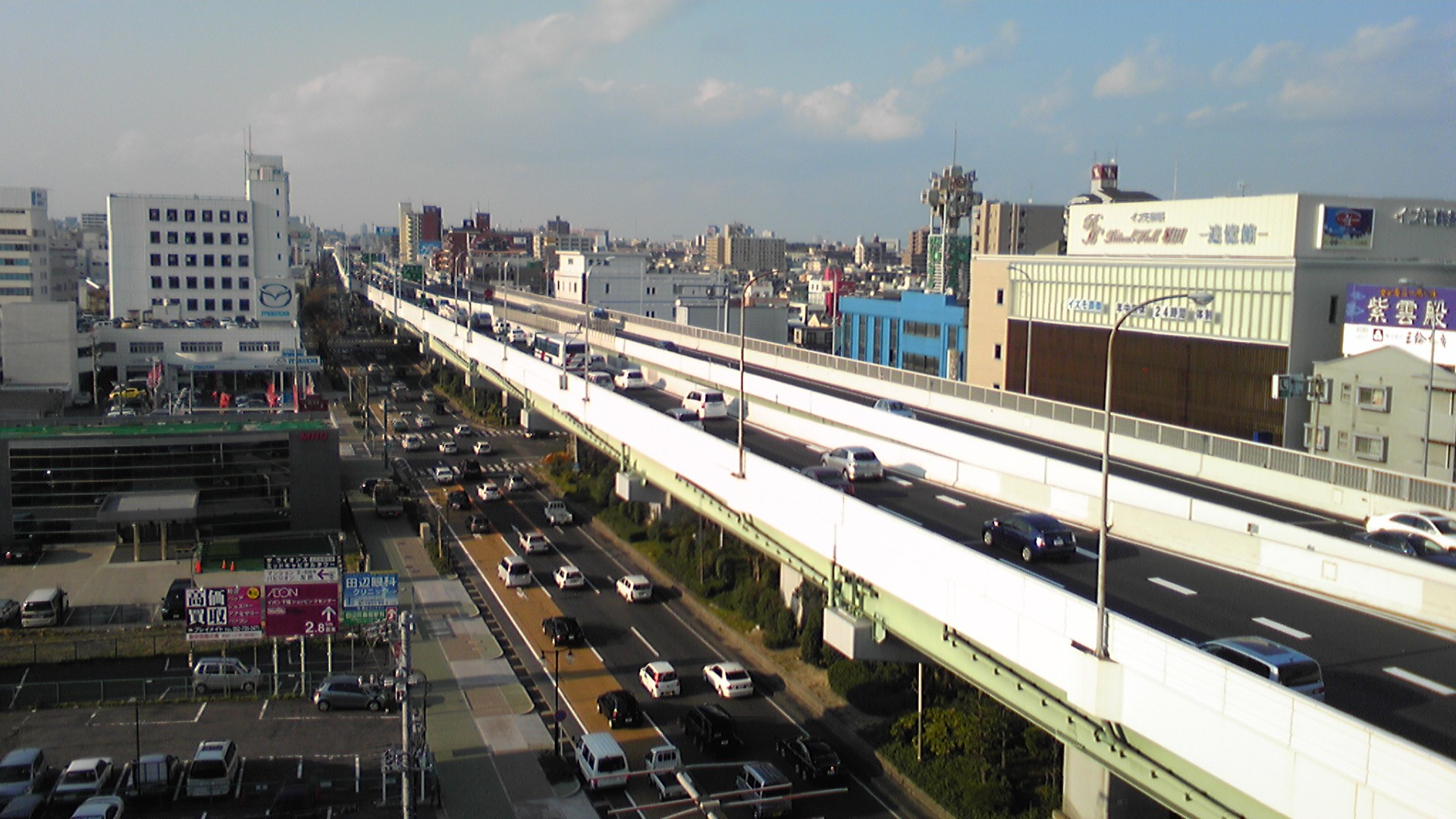
名古屋高速3号大高線堀田出入口付近

### 鉄道

#### 鉄道路線
名古屋鉄道（名鉄）
■ 名古屋本線：堀田駅
このほか、名鉄常滑線と東海旅客鉄道（JR東海）東海道本線も区内を通っているが、いずれも駅はない。

#### 地下鉄
名古屋市交通局（名古屋市営地下鉄）
■ 名城線：（名古屋市昭和区）- 総合リハビリセンター駅 - 瑞穂運動場東駅 - 新瑞橋駅 - 妙音通駅 - 堀田駅 -（名古屋市熱田区）
■ 桜通線：（名古屋市昭和区）- 桜山駅 - 瑞穂区役所駅 - 瑞穂運動場西駅 - 新瑞橋駅 -（名古屋市南区）
区の中央部を桜通線が南北に通過しており、区役所も沿線にある。名城線は概ね区の南西部にある堀田から新瑞橋へ向かい、そこから北東方向へ向きを変えて八事方面へ向かっている。

### バス

#### 路線バス
- 名古屋市営バス

バスターミナル
- 新瑞橋バスターミナル

### 道路

#### 高速道路
名古屋高速道路
- 3号大高線：高辻出入口-堀田出入口-呼続出入口

#### 国道
- 国道1号

#### 県道
主要地方道
- 愛知県道29号弥富名古屋線（八熊通）
- 愛知県道30号関田名古屋線

一般県道
- 愛知県道221号岩崎名古屋線
- 愛知県道222号緑瑞穂線

#### 市道
主要地方道
- 名古屋市道堀田高岳線（空港線）
- 名古屋市道名古屋環状線（環状線）

#### 幹線道路の道路通称名
＜南北の道路＞
- 空港線
- 環状線

＜東西の道路＞
- 八熊通
- 山手グリーンロード

## 教育

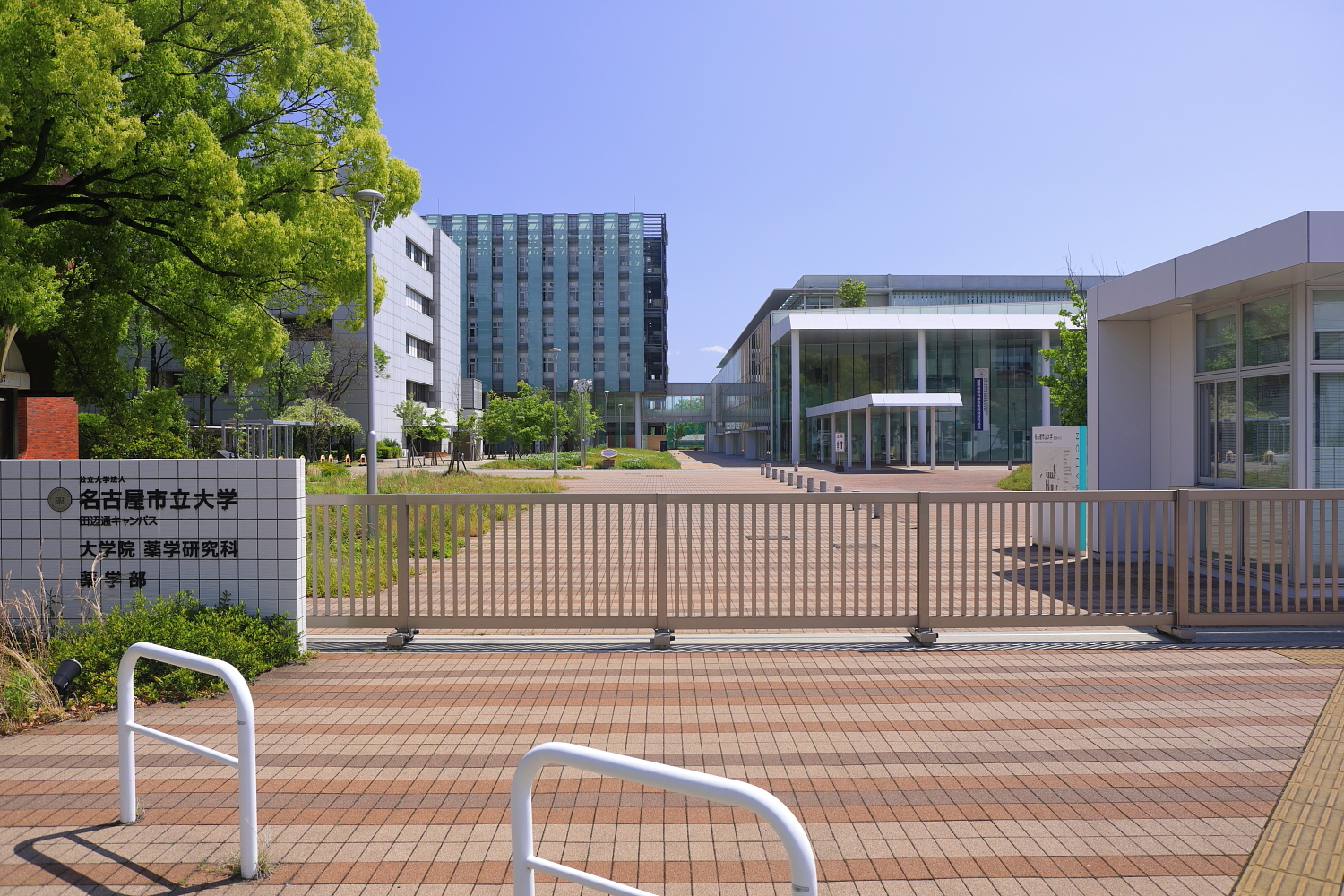
名古屋市立大学
田辺通キャンパス

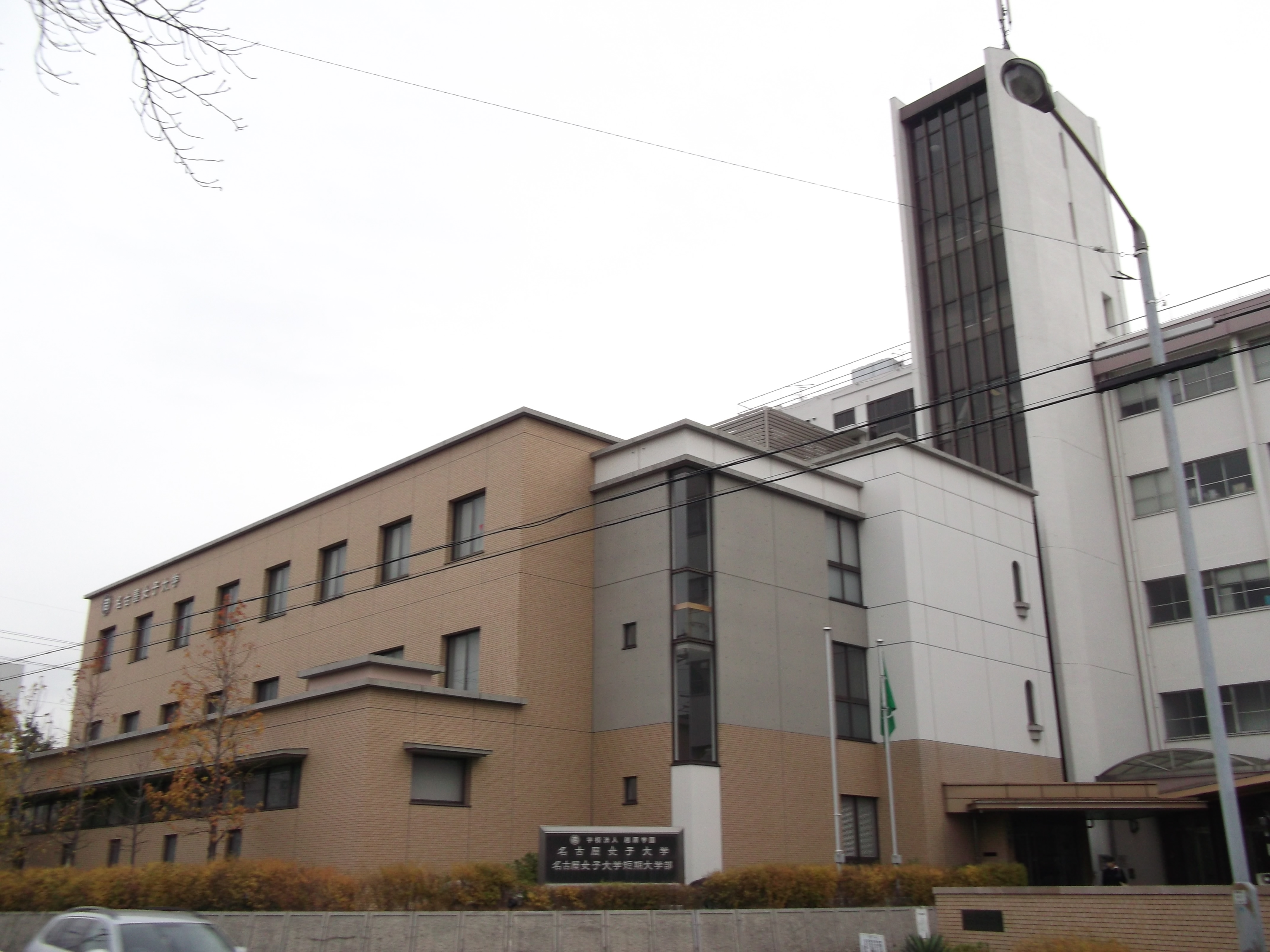
名古屋葵大学
汐路学舎

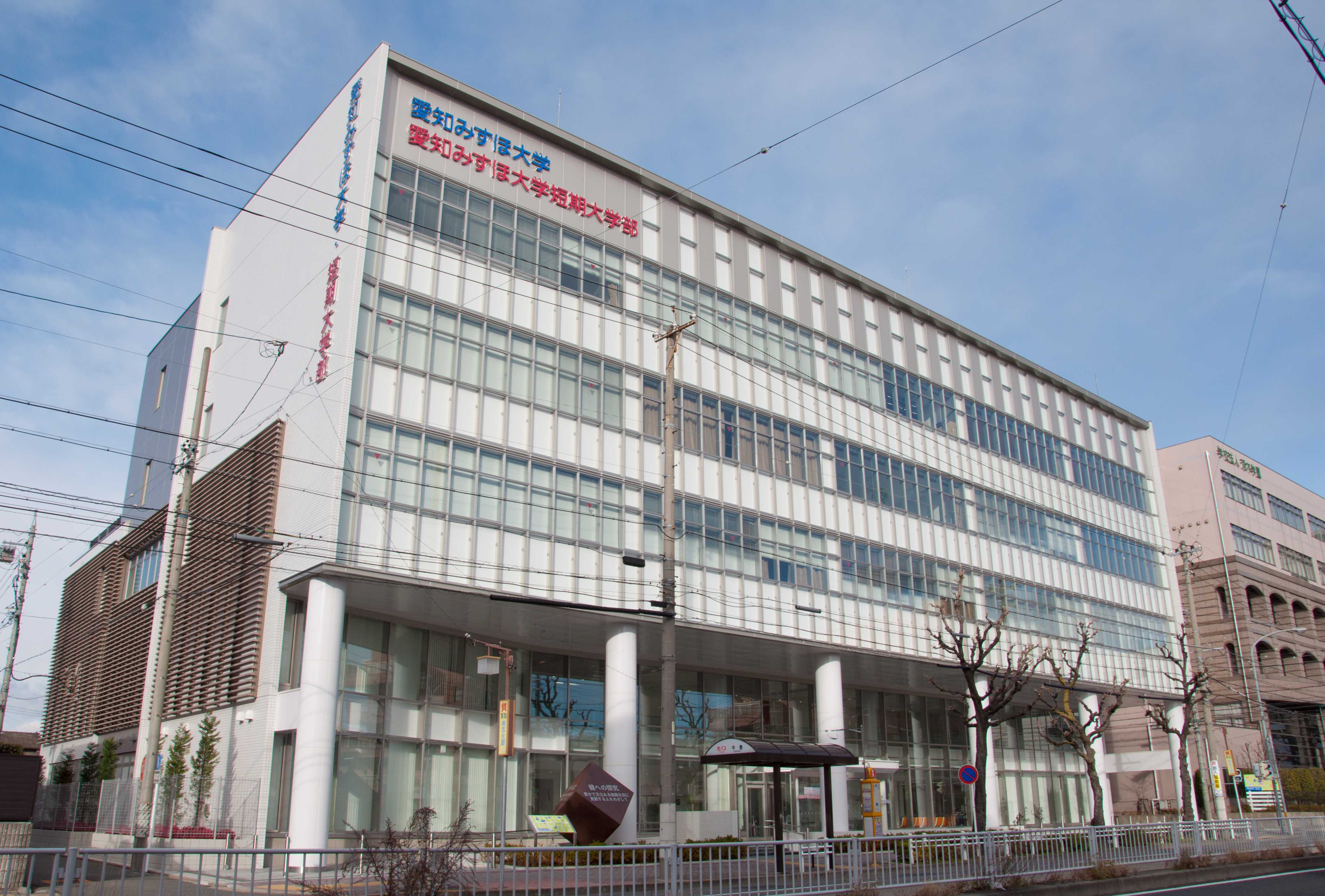
愛知みずほ大学
名古屋キャンパス

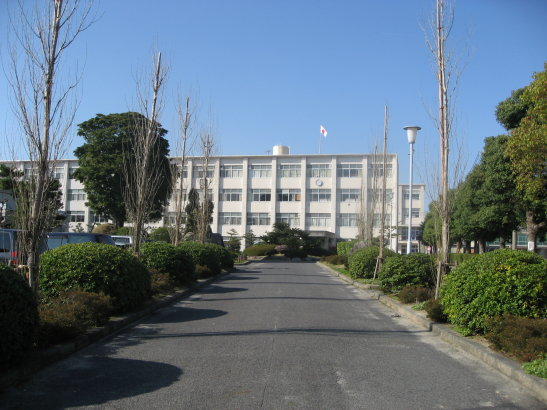
愛知県立瑞陵高等学校

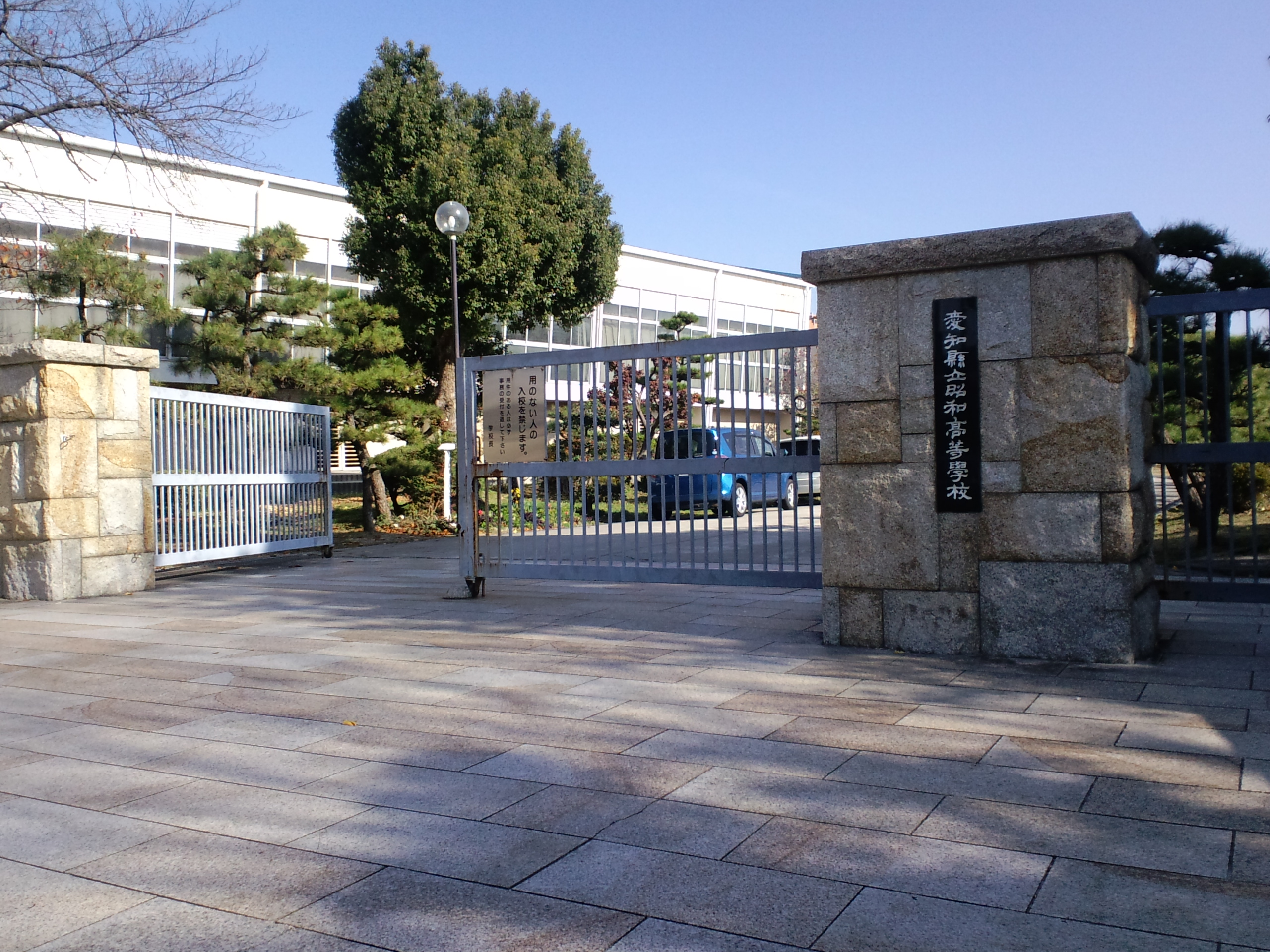
愛知県立昭和高等学校

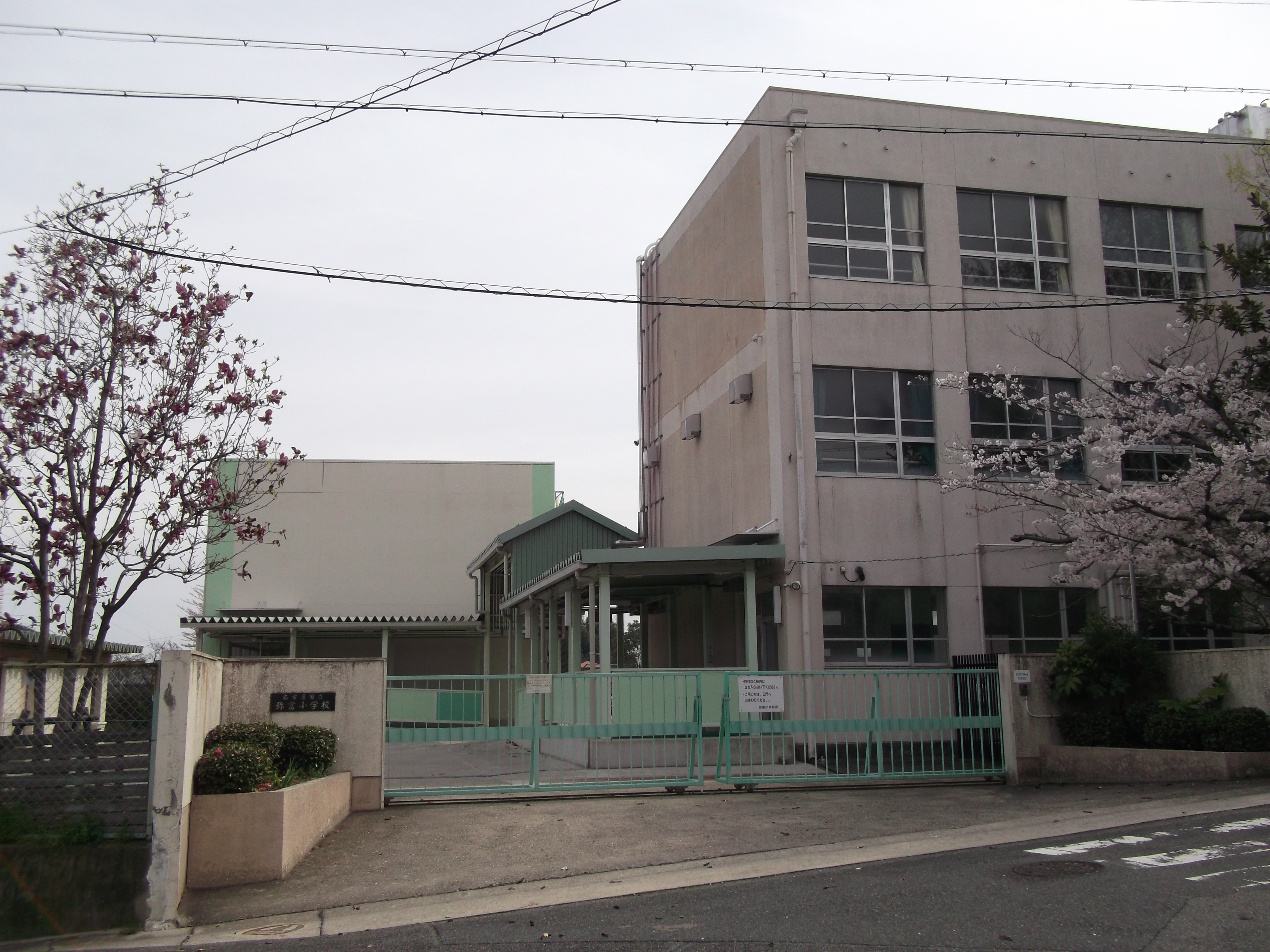
名古屋市立弥富小学校

### 大学
市立
- 名古屋市立大学
  - 川澄キャンパス
  - 山の畑キャンパス
  - 田辺通キャンパス

私立
- 名古屋葵大学[28]
  - 名古屋女子大学短期大学部（2025年4月 学生募集停止）
- 愛知みずほ大学 名古屋キャンパス
  - 愛知みずほ短期大学

### 専修学校
私立
- 愛知工科大学外国語学校

### 高等学校
県立
- 愛知県立昭和高等学校[29]
- 愛知県立瑞陵高等学校[29]

私立
- 愛知みずほ大学瑞穂高等学校[30]
- 享栄高等学校[31]
- 名古屋葵大学高等学校[31]
- 名古屋経済大学高蔵高等学校
- 名古屋大谷高等学校[31]

### 中学校
市立
- 名古屋市立汐路中学校[32]
- 名古屋市立田光中学校[33]
- 名古屋市立萩山中学校[32]
- 名古屋市立津賀田中学校[32]
- 名古屋市立瑞穂ヶ丘中学校[33]

私立
- 名古屋葵大学中学校
- 名古屋経済大学高蔵中学校

### 小学校
市立
- 名古屋市立汐路小学校[34]
- 名古屋市立陽明小学校[35]
- 名古屋市立弥富小学校[36]
- 名古屋市立豊岡小学校[35]
- 名古屋市立中根小学校[36]
- 名古屋市立穂波小学校[35]
- 名古屋市立堀田小学校[34]
- 名古屋市立井戸田小学校[37]
- 名古屋市立瑞穂小学校[37]
- 名古屋市立高田小学校[37]
- 名古屋市立御劔小学校[34]

## 観光

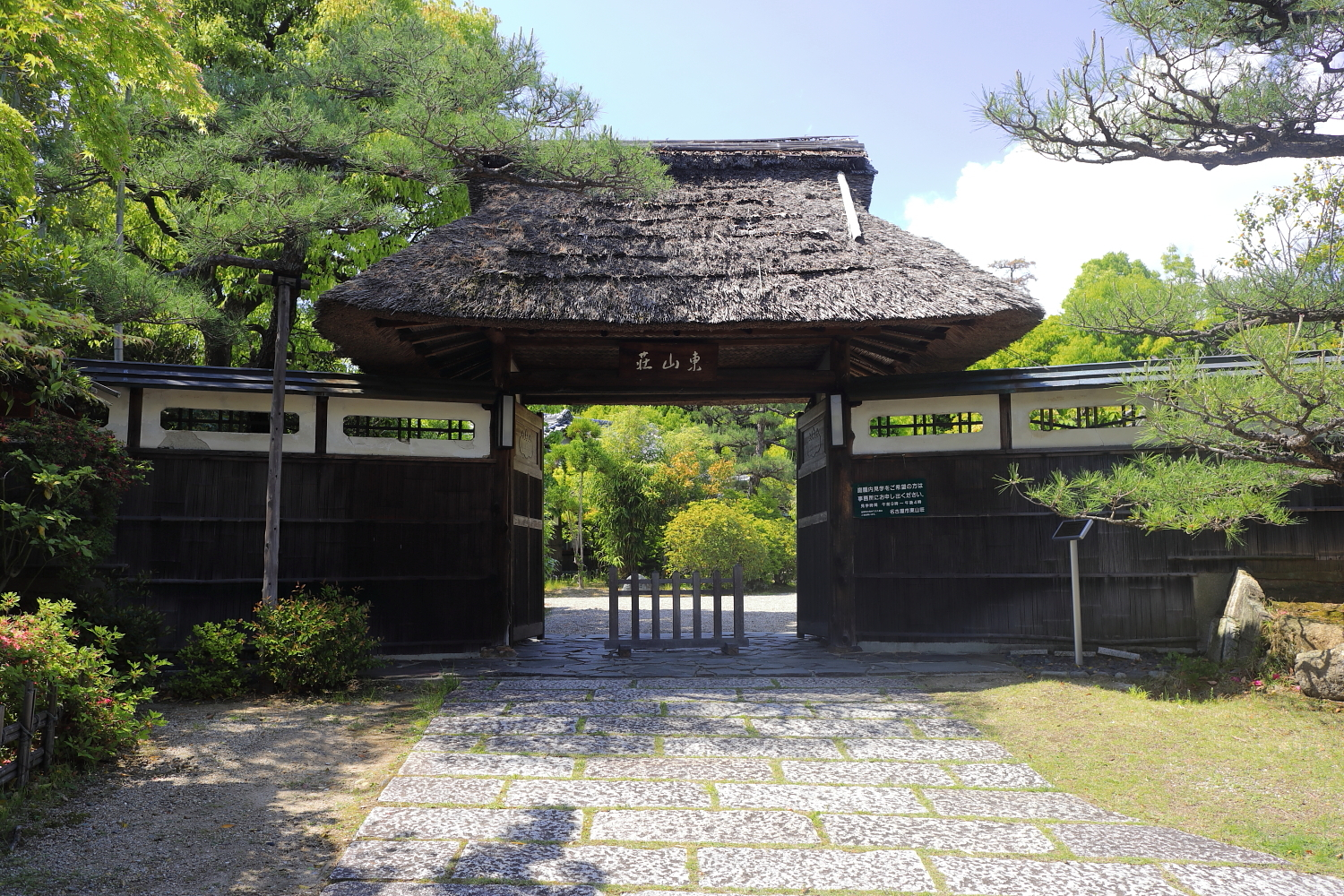
東山荘

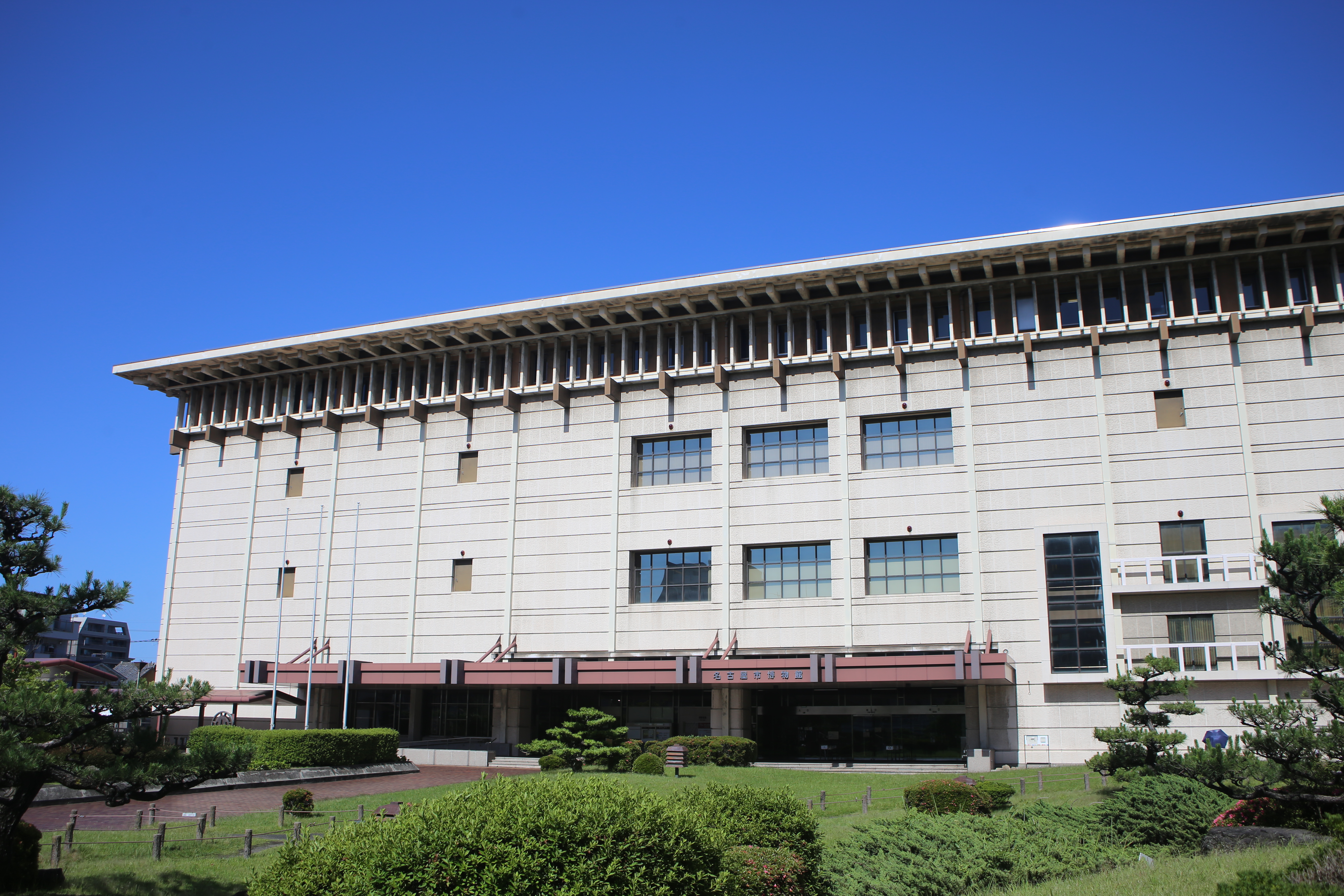
名古屋市博物館

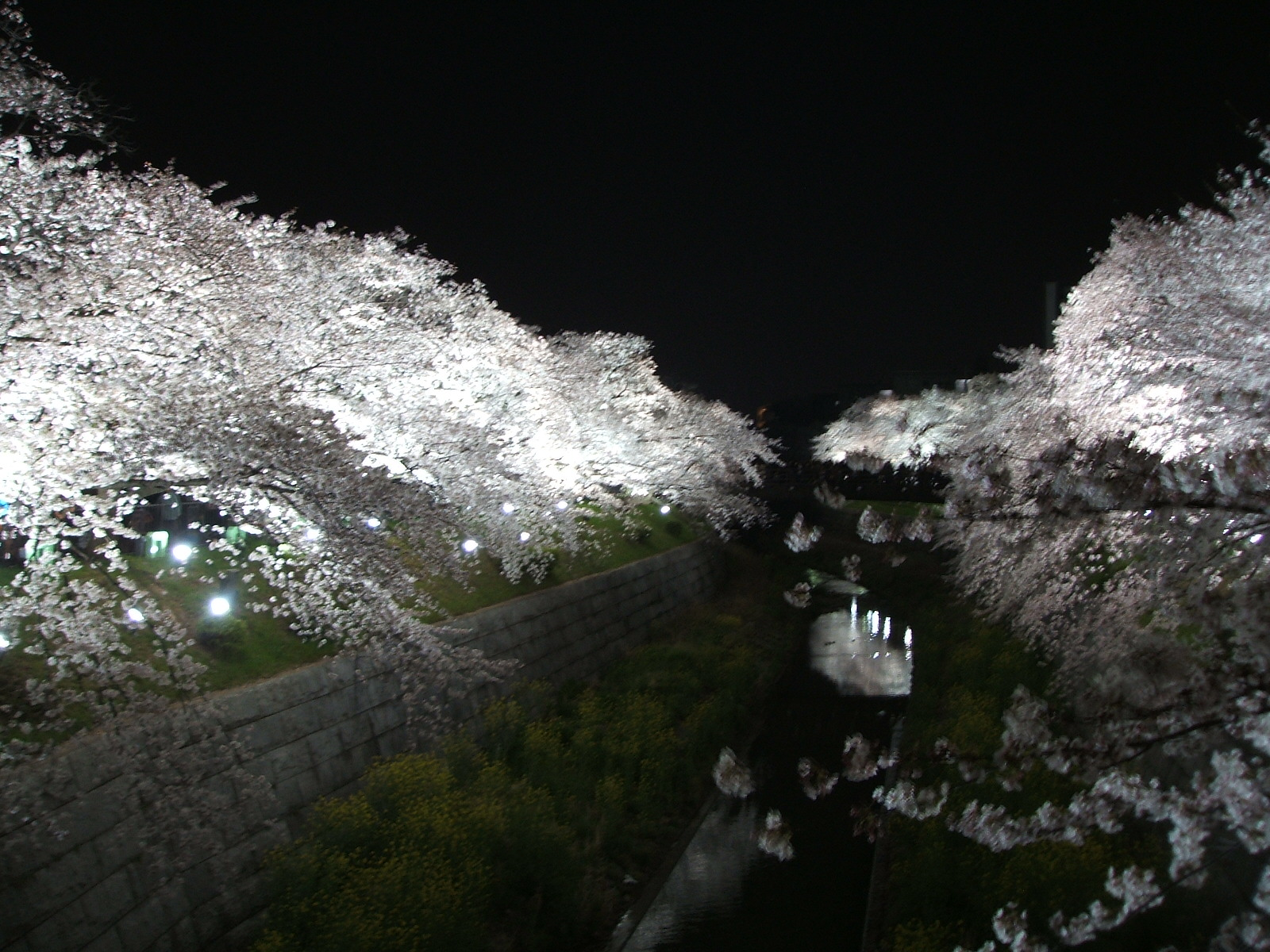
山崎川夜桜

### 名所･旧跡
主な寺院
- 乾徳寺
- 観音寺
- 大喜寺
- 立正寺
- 龍泉寺

主な神社
- 田光神社
- 津賀田神社
- 眞好天神社

主な史跡
- 瑞穂古墳群
  - 八高古墳
- 大曲輪貝塚
- 藤原師長謫居跡
- 上野街道（鎌倉街道の一部）

### 観光スポット
- 山崎川 - 日本さくら名所100選

文化施設
- 名古屋市博物館
- 東山荘
- ブラザーミュージアム

## 文化･名物

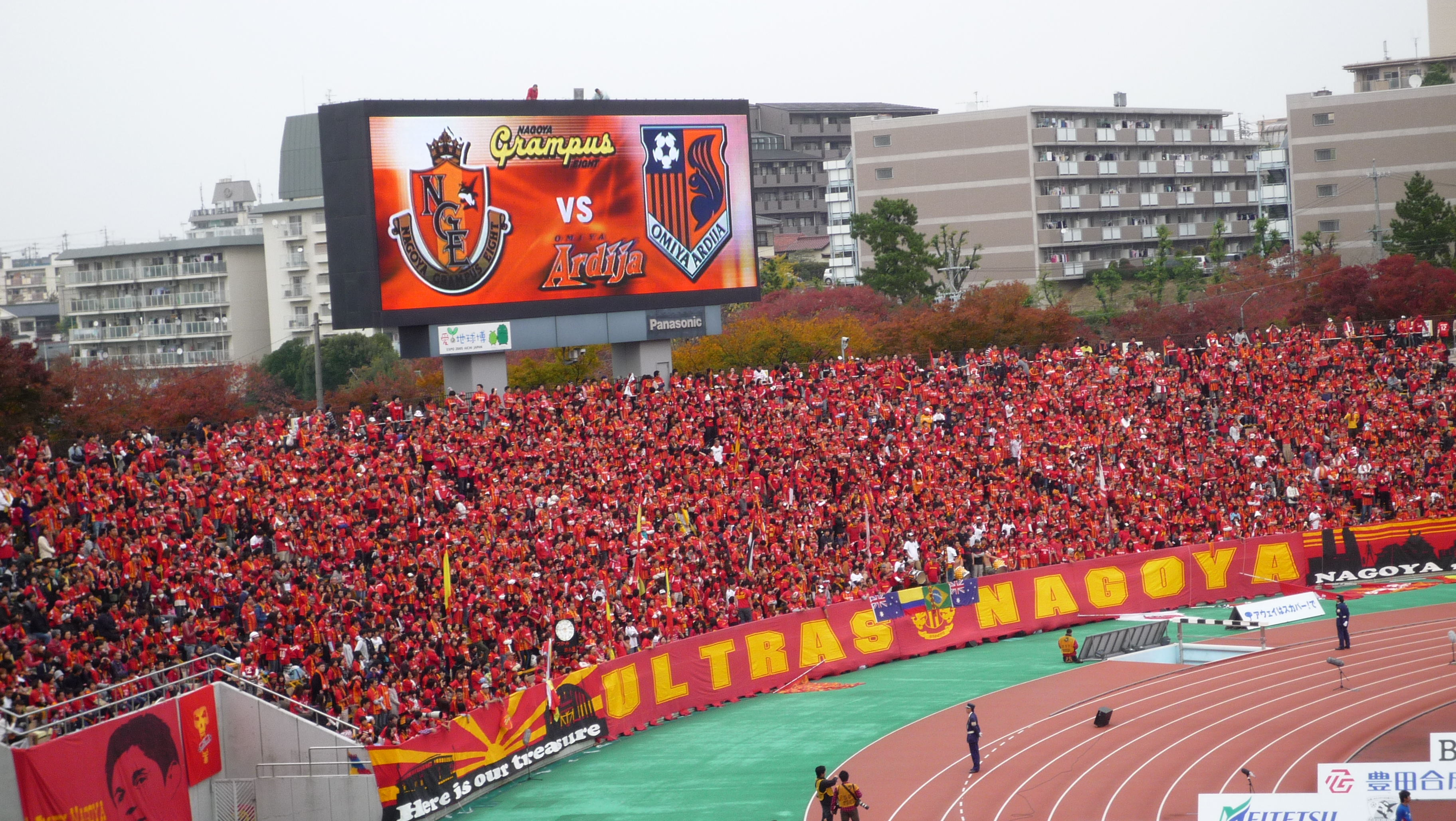
名古屋グランパス

### スポーツ
チームスポーツ
| チーム               | スポーツ | リーグ                   | 本拠地                     | 設立   |
| -------------------- | -------- | ------------------------ | -------------------------- | ------ |
| 名古屋サッカークラブ | サッカー | 東海社会人サッカーリーグ | 名古屋市瑞穂公園陸上競技場 | 1950年 |
| 名古屋グランパス     | サッカー | J1リーグ                 | パロマ瑞穂スタジアム       | 1991年 |

## 出身・関連著名人
- 三遊亭圓丈（落語家）
- 高橋治朗（名古屋商工会議所会頭）
- 広沢一郎（名古屋市長・元キングソフト株式会社代表取締役）
- 長野雅弘（教育者）
- 能世あんな（元ファッションモデル、元女優）
- 葉山レイコ（女優・タレント）
- 矢沢みのり（女優、タレント）
- 田島慎二（プロ野球選手・中日ドラゴンズ投手）
- 岩田剛典（EXILE、三代目J Soul Brothers）

### ゆかりのある人物
- 藤原師長（平安時代末期の公卿。平清盛の反抗によって当地に追放された。区内には師長町という地名もある）
- 江戸川乱歩（愛知県立第五中学校（現愛知県立瑞陵高等学校）在学中の一時期、五中構内の寄宿舎で生活していた）
- 杉原千畝（愛知県立第五中学校卒業生。2012年10月16日、イスラエル政府によって杉原千畝を偲ぶオリーブの木の植樹式が瑞陵高校で挙行され、当日の「NHKニュース7」で全国放映された）
- 吉良知彦（愛知県立瑞陵高等学校卒業生。山梨県出身だが4歳の時に名古屋に転居し、瑞穂区で生活していた時期がある）